# Breuil-le-Sec
Pour les articles homonymes, voir Breuil.
Breuil-le-Sec est une commune française située dans le département de l'Oise, en région Hauts-de-France.
Ses habitants sont appelés les Breuil-le-Secquois et les Breuil-le-Secquoises.
Elle est composée du village de Breuil-le-Sec et des hameaux d'Autreville, Bailly-le-Bel et Crapin, et fait partie de l'Unité urbaine de Clermont.

## Géographie

### Localisation
Le village de Breuil-le-Sec est situé à égale distance de Beauvais et de Compiègne (27 km), à 57 km au nord de Paris et à 59 km au sud d'Amiens.

### Communes limitrophes
Les communes limitrophes sont  Bailleval, Breuil-le-Vert, Clermont, Erquery, Fitz-James, Nointel et Saint-Aubin-sous-Erquery.
| Fitz-James         | Erquery       | Saint-Aubin-sous-Erquery |
| Clermont-de-l'Oise | Breuil-le-Sec | Nointel                  |
| Breuil-le-Vert     | Bailleval     |                          |

### Topographie et géologie
Breuil-le-Sec est située à la limite de la Picardie et du Bassin parisien. On pourrait dire que la route nationale 31 de Beauvais à Compiègne fait cette séparation. Au sud de cette route, le village est dans la vallée de la Brêche. Au nord, il s'agit du plateau picard. Le territoire, limité à l'ouest par la vallée de la Brêche, s'étend au nord jusqu'aux pentes du plateau crayeux de Picardie, et s'élève à l'est sur la montagne de Liancourt qui s'avance en promontoire sur le chef-lieu. Celui-ci est compris dans la vallée. Le point le plus bas du territoire est à 48 mètres, il se trouve sur la Brêche à la limite de Breuil-le-Vert. Le point le plus haut : 146 mètres, se trouve dans le bois des Côtes près des Trois Bornes, à la limite des communes de Bailleval, Nointel et Breui-le-Sec. On peut noter aussi : 51 mètres au cimetière, 56 mètres à Autreville, 58 mètres à l'ancienne gare, 84 mètres à Crapin, 84 mètres à la ferme des Sables, 136 mètres au calvaire de la Montagne, 140 mètres au castellum des Gouvieux.
Le sable forme tous les talus des coteaux depuis la forêt de Hez-Froidmont, jusqu'à la pointe de Breuil-le-Sec. Il existe un lambeau de sable tertiaire rubané dans le bois des Côtes. Le sable est jaune et le terrain de transport comprend des bois pétrifiés et grès très ferrugineux, dont quelques fragments empâtent sur des galets. La craie noduleuse apparaît à Autreville. Le sable de Bracheux fait son apparition à l'est de la commune. De larges bandes de terrains argileux font apparaître des limons anciens entre Fitz-James et le territoire communal. Des alluvions modernes tapissent le fond de la vallée de la Brêche. Sur la rive gauche de cette rivière, l'argile plastique apparaît. Sur la partie inférieure du massif montagneux de la commune, la disposition des couches de calcaire grossier et leur nature paraît indiquer un rivage du bassin dans lequel ce calcaire s'est formé. Des fossiles (coquilles brisées) abondent sur les pentes du bourg et de Crapin. La commune se trouve en zone de sismicité 1.

### Hydrographie et eau potable

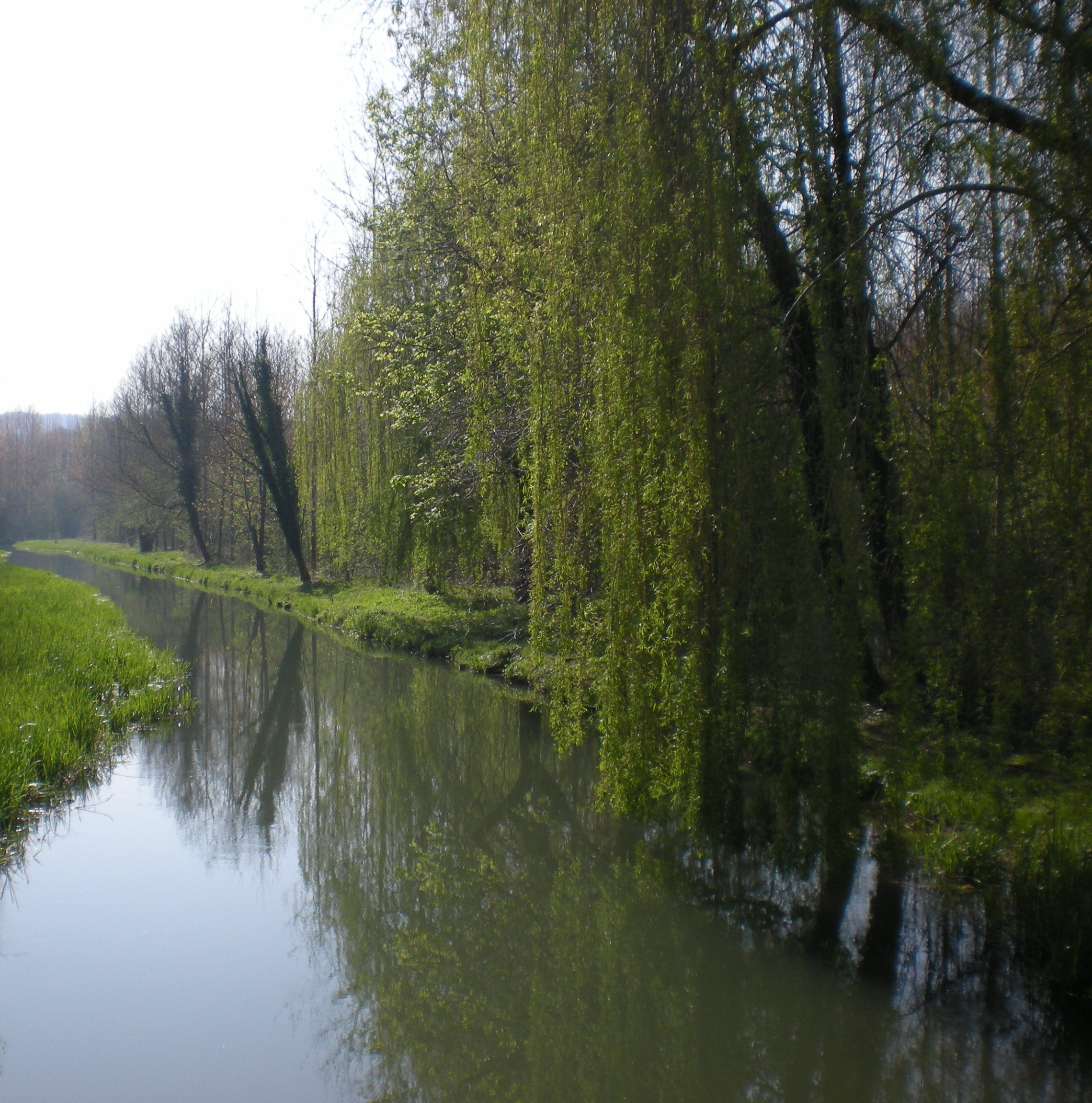
La Brêche aux marais du Grand-Pré.

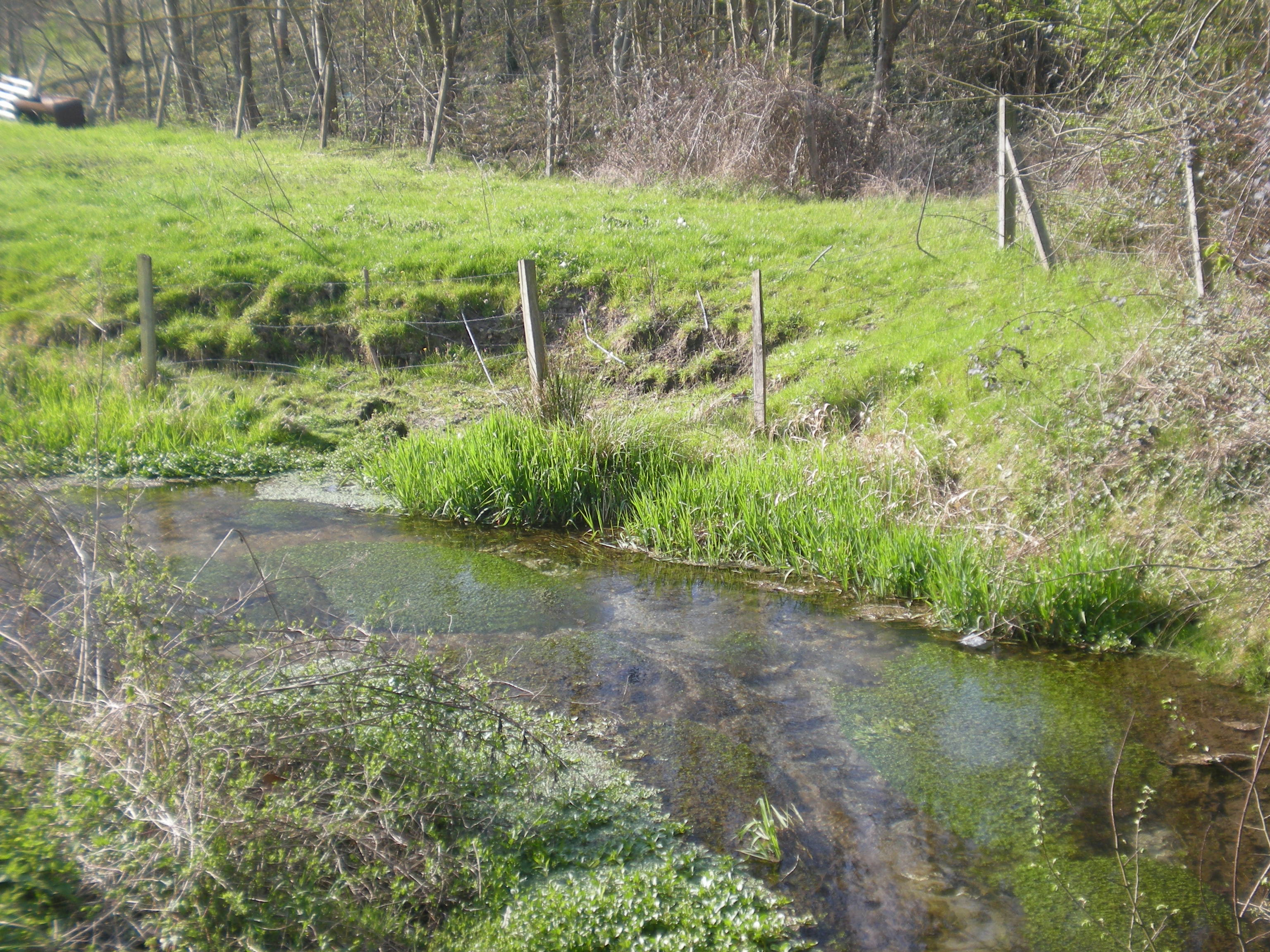
La Béronnelle depuis la rue Guy-Boulet.

La commune est traversée par la Brêche, rivière qui prend sa source à Reuil-sur-Brêche et qui se jette dans l'Oise à Villers-Saint-Paul. Breuil-le-Sec, contrairement à Clermont, est située sur la rive gauche de la Brêche. Celle-ci sort du faubourg du Pont-de-Pierre de Clermont pour rejoindre la commune de Breuil-le-Sec. Avant de passer sous la D 1016, elle se divise en deux bras : un principal part vers l'ouest et un secondaire se dirige vers le moulin à eau de Bailly-le-Bel, ancienne usine, vers l'est). Les deux bras se rejoignent peu après le passage d'un troisième bras au moulin. Elle traverse les marais du Grand-Pré et de Giencourt où elle quitte la commune pour rejoindre Breuil-le-Vert et se jeter dans l'Oise à Creil. La Béronnelle, affluent de la rive gauche de la Brêche, passe également sur le territoire de la commune : elle y pénètre par le Centre hospitalier Interdépartemental (CHI). Passant sous la route nationale 31 et à proximité du moulin de Bailly-le-Bel, elle traverse le bois du Bosquet, frôle la propriété du château des Étournelles, l'ancien cimetière et des cressonnières du Grand-Pré. On compte également un fossé de drainage appelé fossé des Cressonnières, affluent de la Béronnelle et long de 876 mètres. Breuil-le-Sec possède une station d'épuration localisée au sud du village, un château d'eau situé à la limite nord du territoire, des réservoirs à eau se trouvent proches de la limite communale avec Fitz-James et une pompe à eau se localise proche du village de Nointel. Les zones les moins élevées du territoire sont situées au-dessus de plusieurs nappes phréatiques.

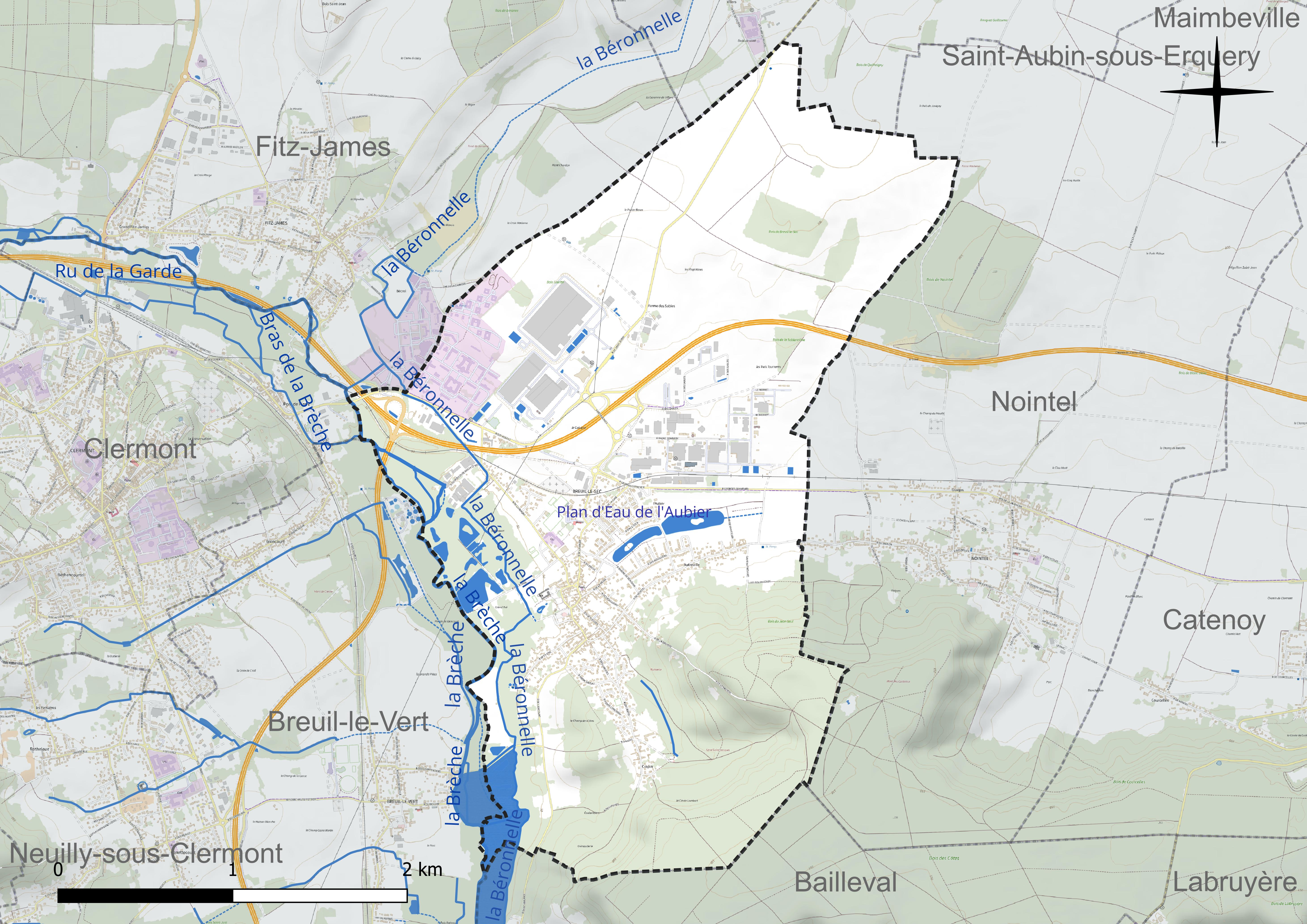
Réseau hydrographique de Breuil-le-Sec.

### Climat
Pour des articles plus généraux, voir Climat des Hauts-de-France et Climat de l'Oise.
En 2010, le climat de la commune est de type climat océanique dégradé des plaines du Centre et du Nord, selon une étude du CNRS s'appuyant sur une série de données couvrant la période 1971-2000. En 2020, Météo-France publie une typologie des climats de la France métropolitaine dans laquelle la commune est exposée à un climat océanique et est dans la région climatique  Nord-est du bassin Parisien, caractérisée par un ensoleillement médiocre, une pluviométrie moyenne régulièrement répartie au cours de l’année et un hiver froid (3 °C). 
Pour la période 1971-2000, la température annuelle moyenne est de 10,6 °C, avec une amplitude thermique annuelle de 14,5 °C. Le cumul annuel moyen de précipitations est de 693 mm, avec 11,1 jours de précipitations en janvier et 8 jours en juillet. Pour la période 1991-2020, la température moyenne annuelle observée sur la station météorologique la plus proche, située sur la commune de Creil à 13 km à vol d'oiseau, est de 11,2 °C et le cumul annuel moyen de précipitations est de 662,2 mm,. Pour l'avenir, les paramètres climatiques de la commune estimés pour 2050 selon différents scénarios d'émission de gaz à effet de serre sont consultables sur un site dédié publié par Météo-France en novembre 2022.

### Voies de communications et transports

#### Réseau routier

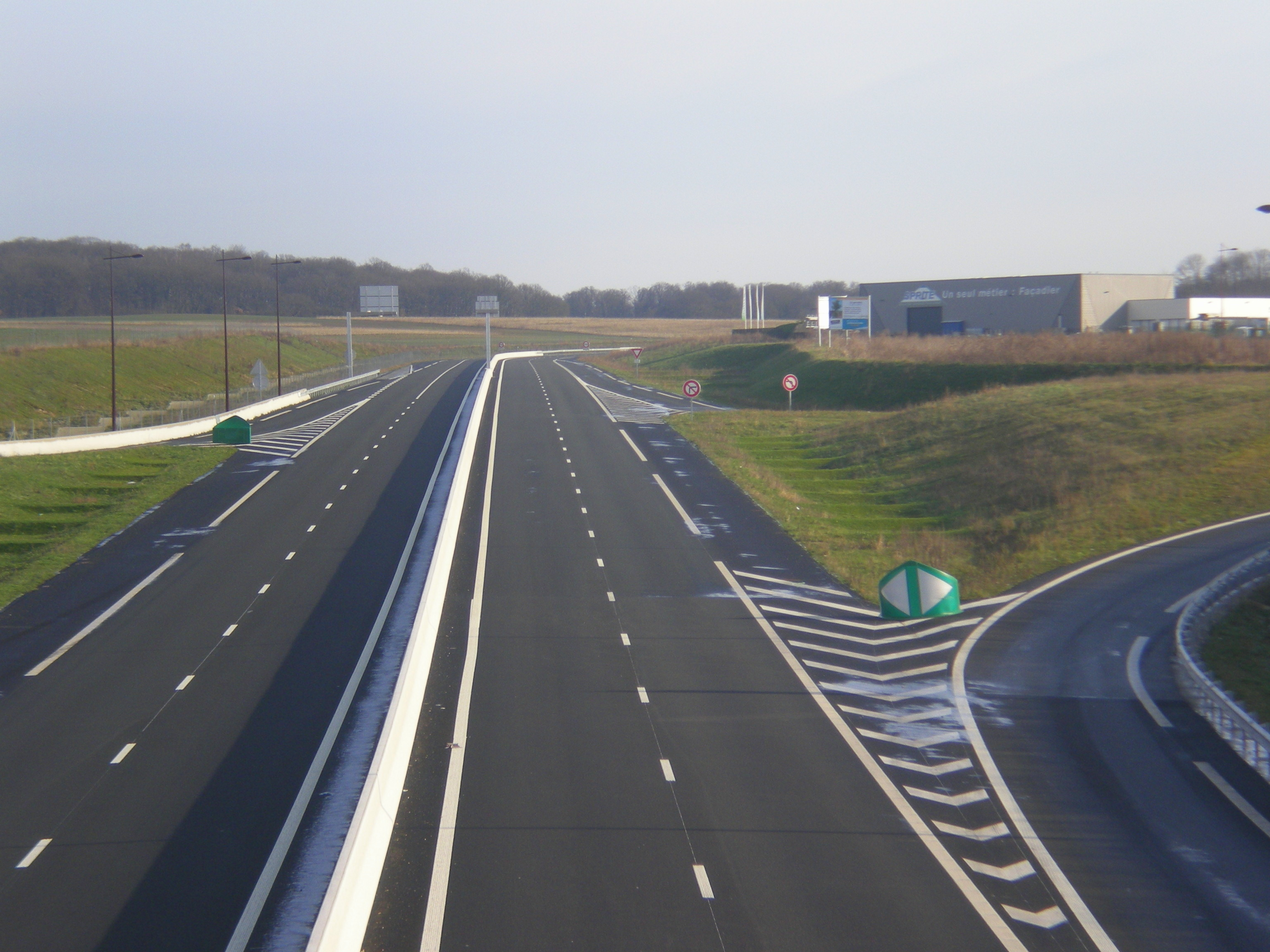
Tronçon de la voie express de la route nationale 31 inauguré en 2012 depuis le pont de l'échangeur de Breuil-le-Sec.

Breuil-le-Sec est desservie par la route nationale 31 E46, ancienne route royale de Rouen à Reims remplacée aujourd'hui par une voie express entre Beauvais et Catenoy. Le village était situé au kilomètre 108 du tracé originel. Le premier tronçon en deux fois deux voies, ouvert en 1987, se terminait autrefois au rond-point de la Croix-Fouarche. La seconde phase de travaux, inaugurée en juin 2012, permit de dévier le nord de Breuil-le-Sec ainsi que les communes de Nointel et de Catenoy. Un prolongement devrait relier Compiègne à terme. Un échangeur ouvert à cette dernière date permet de rejoindre la D 37, route de Breuil-le-Sec à Gournay-sur-Aronde, au nord-est du département. Breuil-le-Sec est également relié par plusieurs départementales : La D 37, débutant à l'échangeur de la route nationale 31, se dirige vers Erquery, Saint-Aubin-sous-Erquery jusqu'à Gournay-sur-Aronde par le nord du territoire. La D 62, débutant à Monchy-Saint-Éloi, traverse le village. Elle pénètre dans l'agglomération depuis le sud par la rue de Liancourt. Elle se divise ensuite en deux parties à sens unique (rue de la Messe, vers Bailleval et la rue Eugène-Leclerc, vers Clermont), puis par la place de Verdun, rue de la Mairie, la place de la République et la rue de la Gare avant de rencontrer D 931. La D 62E débute également depuis la D 931, en passant toutefois par la rue de Clermont et se termine sur la place de Verdun, en centre-ville. La D 931,ancienne route nationale 31, la rue Guy-Boulet puis se dirige vers Nointel. Une route communale relie le village à Nointel par le hameau d'Autreville. Le hameau de Crapin est également accessible par une voie intégrée à l'agglomération actuelle.

#### Voies ferrées et transports en commun

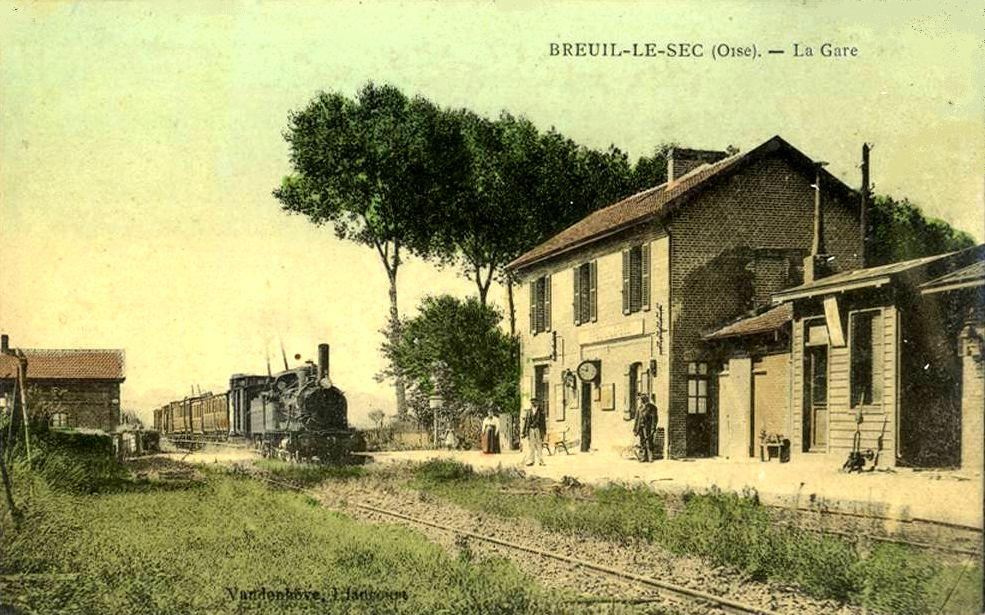
L'ancienne gare.

Breuil-le-Sec était desservie par la ligne de Rochy-Condé à Soissons par laquelle le village avait une gare au PK 30,626. La ligne, ouverte dans les années 1870, reliait plus largement les villes de Beauvais à Soissons par Clermont et Compiègne. La ligne a cessé son trafic voyageur en 1939, puis a été déclassée entre Froyères et Estrées-Saint-Denis en 1964. Elle est aujourd'hui réservée au trafic de marchandises entre Clermont et le silo d'Avrigny. L'ancienne halte communale est aujourd'hui transformée en habitations.
La gare ferroviaire la plus proche se trouve à Clermont, située sur la ligne Paris - Lille, à trois kilomètres de la commune.
La commune est desservie, en 2023, par les lignes 660, 682, 6341, 6348 et 6356 du réseau interurbain de l'Oise.
Les communes Agnetz, Breuil-le-Sec, Breuil-le-Vert, Clermont, Fitz-James et Neuilly-sous-Clermont, se dotent, le 15 décembre 2014, d'un réseau de transport urbain dénommé Lebus.
Ce réseau est géré par le Syndicat intercommunal des transports collectifs de l’agglomération clermontoise (SITAC), créé à titre transitoire et qui pourrait être intégré à terme dans la communauté de communes du Pays du Clermontois de manière à étendre le réseau à l'ensemble des communes concernées. La commune est desservie, en 2023, par la ligne 1 de ce réseau.

#### Accès aux aéroports
Breuil-le-Sec est situé à 41 km au nord de l'aéroport de Paris-Charles-de-Gaulle et à 26,3 km à l'est de l'aéroport de Beauvais-Tillé. Il n'existe aucune liaison directe avec ces aéroports par des transports en commun.

#### Liaisons douces
La commune est traversée par une variante de l'avenue verte Londres-Paris. Cette variante, partant de Conflans-Sainte-Honorine, passe par Chantilly, Senlis, Pont-Sainte-Maxence, Clermont et Beauvais. Elle rejoint le tracé principal à Saint-Germer-de-Fly. Sur le territoire communal, l'itinéraire arrive de Nointel passe par la rue du même nom et celle de Liancourt pour ensuite se diriger vers Breuil-le-Vert.

### Milieux naturels

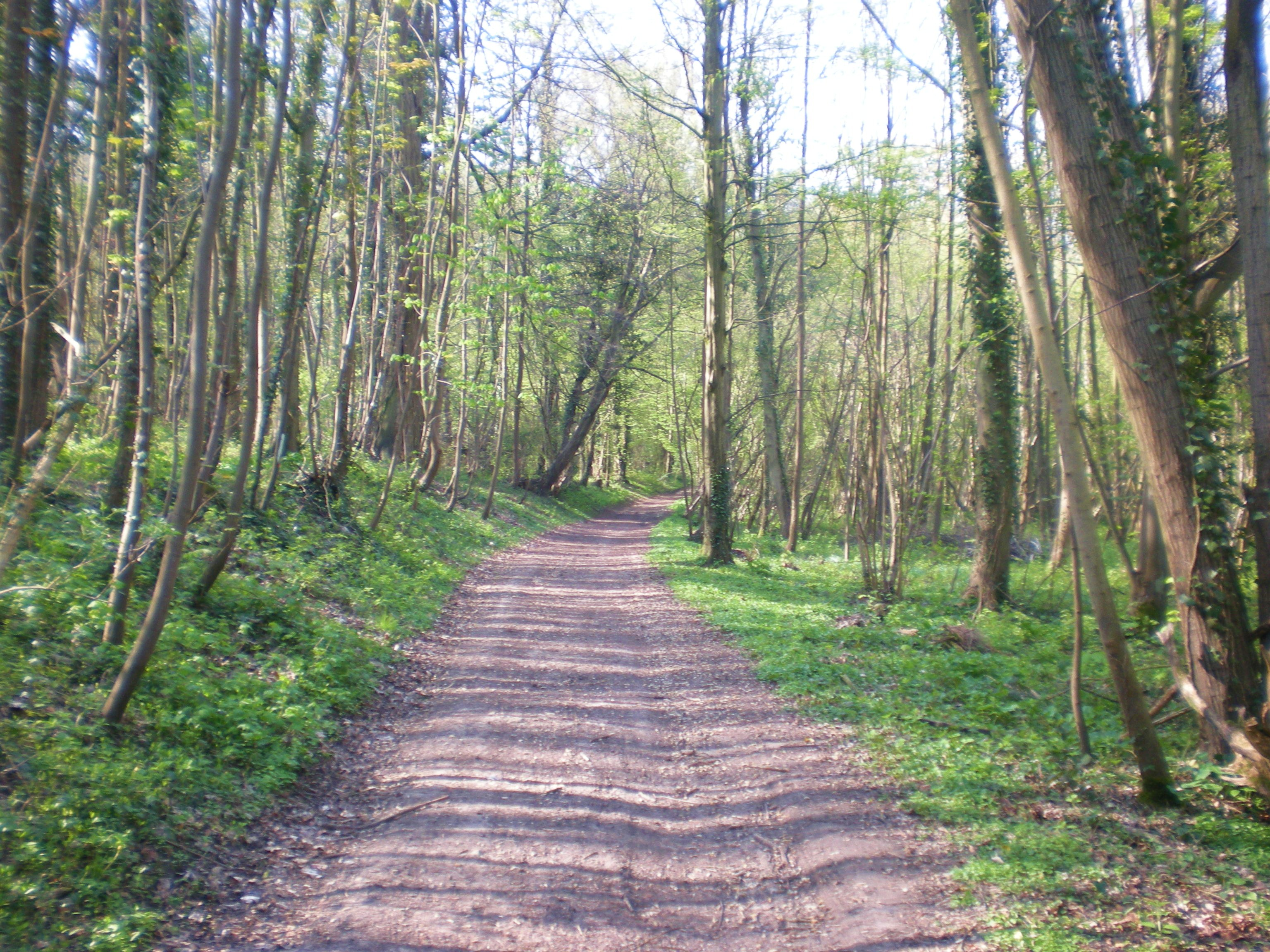
Chemin dans le bois des Côtes au sud du hameau de Crapin.

Hormis le tissu urbain, qui compose 20,7 % de la superficie de la commune, les cultures représentent près de 39 % du territoire (346 hectares) tandis que les espaces boisés rassemblent 290 hectares, soit 32,6 % de la surface communale parmi lesquels le bois des Côtes, le plus étendu, au sud-est de la commune. Au nord, les bois de Breuil-le-Sec, de la Sablonnière et Colette complètent ce milieu. Les délaissés urbains et agricoles réunissent 22 hectares (2,5 %) et les vergers et prairies 21 hectares, soit 2,1 % de la superficie communale. Les marais, mares et étangs, présents autour du village et dans la vallée de la Brêche et de la Béronnelle rassemblent près de 2 % des milieux naturels de la commune, pour une surface de 16 hectares. Les rochers, éboulis et terrains nus réunissent 7.7 hectares, soit moins de 1 % de la superficie du territoire,. Autrefois, la surface boisée était très importante et couvrait presque 70 % de la superficie totale de la commune. Le bois des Côtes est inscrit en Zone naturelle d'intérêt écologique, faunistique et floristique de type 1
. Les zones boisées et marécageuses se situent sur plusieurs corridors écologiques potentiels.

## Urbanisme

### Typologie
Au 1er janvier 2024, Breuil-le-Sec est catégorisée ceinture urbaine, selon la nouvelle grille communale de densité à sept niveaux définie par l'Insee en 2022.
Elle appartient à l'unité urbaine de Clermont, une agglomération intra-départementale regroupant cinq  communes, dont elle est une commune de la banlieue,,. Par ailleurs la commune fait partie de l'aire d'attraction de Paris, dont elle est une commune de la couronne,. 

### Occupation des sols
L'occupation des sols de la commune, telle qu'elle ressort de la base de données européenne d’occupation biophysique des sols Corine Land Cover (CLC), est marquée par l'importance des forêts et milieux semi-naturels (35,5 % en 2018), en augmentation par rapport à 1990 (33,8 %). La répartition détaillée en 2018 est la suivante : 
forêts (35,5 %), terres arables (32,8 %), zones industrielles ou commerciales et réseaux de communication (19,6 %), zones urbanisées (12 %). L'évolution de l’occupation des sols de la commune et de ses infrastructures peut être observée sur les différentes représentations cartographiques du territoire : la carte de Cassini (XVIIIe siècle), la carte d'état-major (1820-1866) et les cartes ou photos aériennes de l'IGN pour la période actuelle (1950 à aujourd'hui).

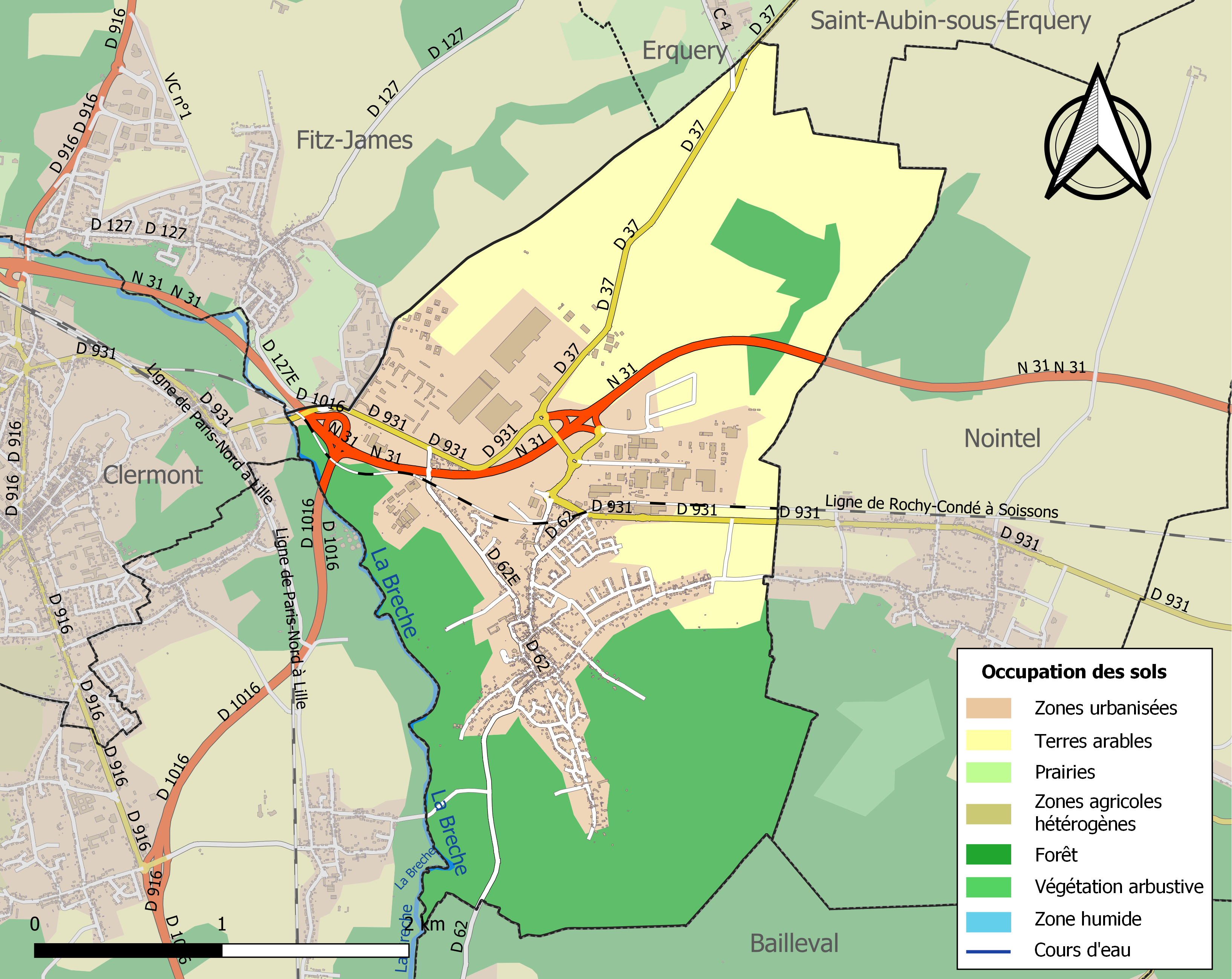
Carte des infrastructures et de l'occupation des sols de la commune en 2018 (CLC).

### Hameaux et lieux-dits
L'habitat est réparti en plusieurs hameaux et lieux-dits.
- Le chef-lieu de Breuil-le-Sec
- Autreville, à l'ouest du village
- Crapin, au sud-ouest du chef-lieu, au pied du bois des Côtes
- Bailly-le-Bel, au nord-est du village
- La ferme des Sables, au centre de la commune, au nord du chef-lieu

Sur le territoire se trouvait également la ferme de Cercamp, au sud.
Les lieux-dits sont les suivants : Grimauderie, Coulombiers, la Cavée Lambert, le Champ des Côtes et le Grand Pré au sud ; le Calvaire, le Bois de Vignemont, le Champ Bouffaut, la Montagne Foireuse, les Vingt Mines  et le Poirier Baras au nord ; le Grand Pré à l'ouest ; et les Trois Tournants et l'Aubier à l'est.

### Morphologie urbaine
À la fin du XIXe siècle, le village de Breuil-le-Sec comprenait 115 maisons, réparties en une douzaine de rues tortueuses construites autour de l'église. En 1838, Autreville est un hameau qui comprend vingt feux. En 1890, le hameau se composait de 12 maisons, à l'est du village. En 1889, l'écart de Bailly-le-Bel se compose de trois maisons. Le hameau actuel de Bailly-le-Bel n'était qu'un moulin sous l'Ancien Régime. Le hameau de Crapin se composait de 11 maisons formant une rue ombragée sur les pentes de la montagne de Liancourt. La ferme des Sables ne comprenait qu'une maison.
De nos jours, le chef-lieu forme une même agglomération avec les hameaux de Crapin, d'Autreville et de Bailly-le-Bel. La ferme des Sables est le seul écart qui n'est pas rattaché au village. La commune fait partie de l'aire urbaine et de l'unité urbaine de Clermont totalisant 20979 habitants en 2009.

## Toponymie
Le nom de la localité est attesté sous les formes :
- 1090 : Bruolium Alternum
- 1100 : Bruolium
- 1240 : Bruolium Siccum
- 1373 : Brueulg le Sec
- 1497 : Breul le Seq
- 1683 : Brulesec (qui est encore son nom en picard).
- de 1800 à nos jours : Brulesecq ; Breuil Sec ; Brueul le Sec ; Breuillesecq et Breuil-le-Sec.

L'appellatif toponymique Breuil représente l'ancien français breuil, mot issu du gaulois brogilo, ayant le sens de « bois  bois taillé en buissons, bois clos ».

Le déterminant -le-sec est issu du latin siccus « sec, desséché, tari » et a été rajouté pour le distinguer du village de Breuil-le-Vert.
Le hameau d'Autreville est attesté sous les formes Austra-villa ; puis Alteravilla en  1161.
Crapin a probablement un nom d'origine gallo-romain : peut-être « Villa de Crispinium ».

## Histoire

### Antiquité: le castellum des Gouvieux

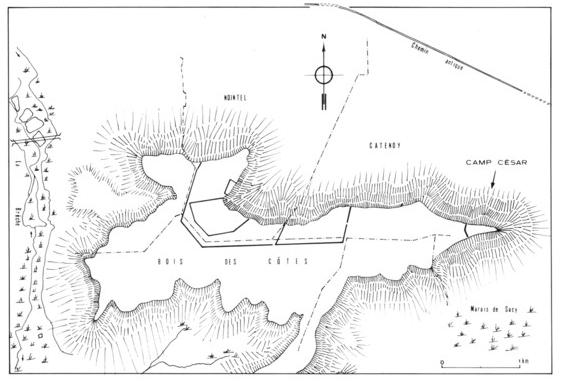
Le bois des Côtes à l'est de la commune : on y voit le camp de César et les ponts de fascines, à gauche, dans les marais.

Jules César, n'ayant pas pu livrer bataille aux Bellovaques dans la plaine de Catenoy-Nointel, n'a pu traverser les marais qui s'étendaient entre Clermont et le bois des Côtes. Il fit installer son camp au nord du plateau. C'est le champ de Courcelles. Il y resta de février à août 51 av. J.-C.. C'est Achille Peigné-Delacourt qui en 1868 publiera les premiers travaux sur cette hypothèse. Des campagnes de fouilles de ce camp ont été menés de 1934 à 1939 par Georges Matherat, ils ont permis de valider l'historique des faits. « César, étant au courant des préparatifs de départ des Bellovaques, précipite son offensive. Il fait installer deux ponts de fascines qui doivent permettre à ses éléments lourds (cavalerie et machines) de traverser le marais ». Ce sont ces ponts de fascines, qui, au cours des travaux d'extraction de la tourbe, furent découverts en 1864, par Jules Poiret. Les Bellovaques pris entre les Romains et les marais, usent d'un stratagème. Entassant devant leurs lignes bottes de paille et fagots, ils se couvrent d'un vaste réseau de feu à la faveur duquel ils s'enfuient. La cavalerie lancée à leur poursuite, est arrêtée par une barrière d'incendies. Pour faciliter leur fuite, les Bellovaques ont mis le feu à la forêt. Le castellum du bois de Gouvieux fut le poste de commandement de César. Il est situé à cheval sur le chemin montant de la cavée d'Autreville. Ce poste de commandement occupait une partie de la hauteur où a été installé le calvaire de la montagne. C'est un superbe poste d'observation. Le lieu-dit porte le nom de Gouvieux.

### Du Moyen Âge à la Renaissance
Au Moyen Âge, Breuil-le-Sec n'appartenait pas à un seigneur, comme la plupart des localités de la région. À côté des comtes de Clermont, qui y possédaient des bois, une prévôté, comprenant un droit de travers, des cens, terres, prés, aulnois et champarts, plusieurs petits seigneurs tenaient des fiefs relevant du comté de Clermont. Il faut citer, parmi eux, le maire de Breuil-le-Sec, qui avait en fief la mairie du lieu, et, au XIVe siècle, les possesseurs des fiefs de Harpin du Quesnel, Jean de Vaux, Harpin d'Erquery et Bernard d'Argenlieu. L'un de ces fiefs, sans doute celui de Jean de Vaux, dont le manoir principal était le château des Tournelles, fut légué en 1465 au chapitre de Clermont par la dame de Vaux et vendu, le 15 janvier 1659, par Édouard Ollier (ou Olier), conseiller au Parlement de Paris en 1633, qui l'incorpora au marquisat de Nointel (établi en 1654). Depuis cette époque, les marquis de Nointel s'intitulèrent seigneurs de Breuil-le-Sec. La cure se confondit sans doute primitivement avec le prieuré, et l'église paroissiale ne fut autre que l'église du prieuré. Elle appartenait aussi à l'abbaye Saint-Germer-de-Fly, qui la possédait déjà en 1178.
Autreville formait au Moyen Âge une seigneurie particulière qui relevait de la seigneurie de Nointel. Elle était, au XIVe siècle, aux Lancry, seigneurs de Bains et de Boulogne-la-Grasse. Au siècle suivant elle appartenait aux Delaporte, et, après la mort de Diane Delaporte en 1622, elle fut acquise par François Ollier, écuyer, qui la réunit à sa seigneurie de Nointel. Il y avait aussi à Autreville une chapelle Saint-Éloi qui fut détruite très anciennement.
Au Moyen Âge, le hameau de Bailly-le-Bel se trouvait un château fort, construit à l'emplacement d'une fortification romaine. La chapelle Saint-Arnoult de Crapin, seul vestige d'un antique prieuré, appelé le prieuré de Saint-Arnoult-de-Crapin, de Saint-Arnoult-la-Fontaine ou de Saint-Arnoult près Clermont, dépendait de l'abbaye Saint-Germer.

### Époque moderne

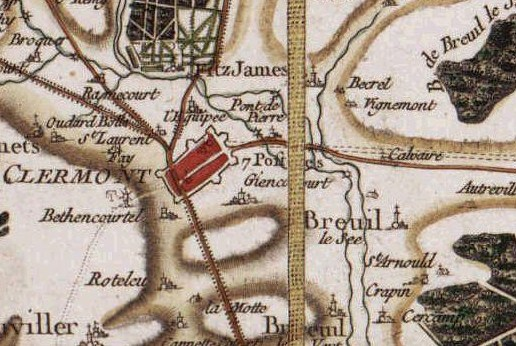
Breuil-le-Sec et ses environs, carte de Cassini.

L'ancienne ferme de Cercamp, qui n'existe plus, était une ancienne possession de l'abbaye de Cercamps du diocèse d'Amiens. En 1789, elle appartenait au duc de Bourbon. À la même période, on comptait à Breuil-le-Sec 88 vignerons et 10 à Autreville. La vigne a complètement disparu de nos jours. Dans le cahier de doléances de 1789, les habitants demandèrent : la conversion de tous les impôts en un, la liberté du sel, la suppression des capitaineries et des chasses, la conservation aux seigneurs du droit de chasse, l'interdiction de la chasse sur les terres chargées de récoltes, la suppression ou la diminution des droits de cens; la fixation de la dîme à un taux uniforme, que l'élection de Clermont soit mise en pays d'états, que la corvée soit supprimée et remplacée par des barrières de péage établies sur les routes, que la justice soit rendue plus promptement et d'une manière moins dispendieuse ; que sur le produit de l'impôt, il soit prélevé un fonds ; qu'avec les revenus des bénéfices ecclésiastiques simples on établisse, pour les curés âgés ou malades, des hospices ou des pensionnats et la suppression du {{C'est-à-dire<|tirage de la malice}}. Lors de la campagne d'Égypte de Napoléon Bonaparte, Jumel, né à Breuil en 1778 partit comme soldat, y resta, fit souche et donna son nom au coton Jumel.
Durant la guerre franco-allemande de 1870, la commune fut occupée par les Prussiens. Des demandes d'impôts formulées par le préfet prussien ne furent qu'en partie versées pour soustraire la commune aux voies de fait dont elle était menacée par les décrets prussiens. En 1872, une somme de 860 francs fut allouée par le département à titre de dédommagement de guerre. Une somme de 1318 francs provenant d'un escadron de l'intendance générale allemande de l'armée d'occupation pour les dépenses de logement d'un escadron de cuirassiers blancs les 14  et 15 mars. Le chef manoir du fief d'Autreville et sa tour ne furent démolis qu'en 1820.
En 1890, la population était essentiellement agricole. Le chemin de fer de Beauvais à Clermont et Compiègne, établi en 1870, traverse le territoire communal. Une gare était établie à l'intersection de la ligne et de la route nationale de Rouen à Reims (route nationale 31 déclassée actuelle). En 1890, la population du chef-lieu était de 348 habitants, 35 à Crapin, 46 à Autreville, 10 à Bailly-le-Bel et 4 habitants à la ferme des Sables.

### Époque contemporaine

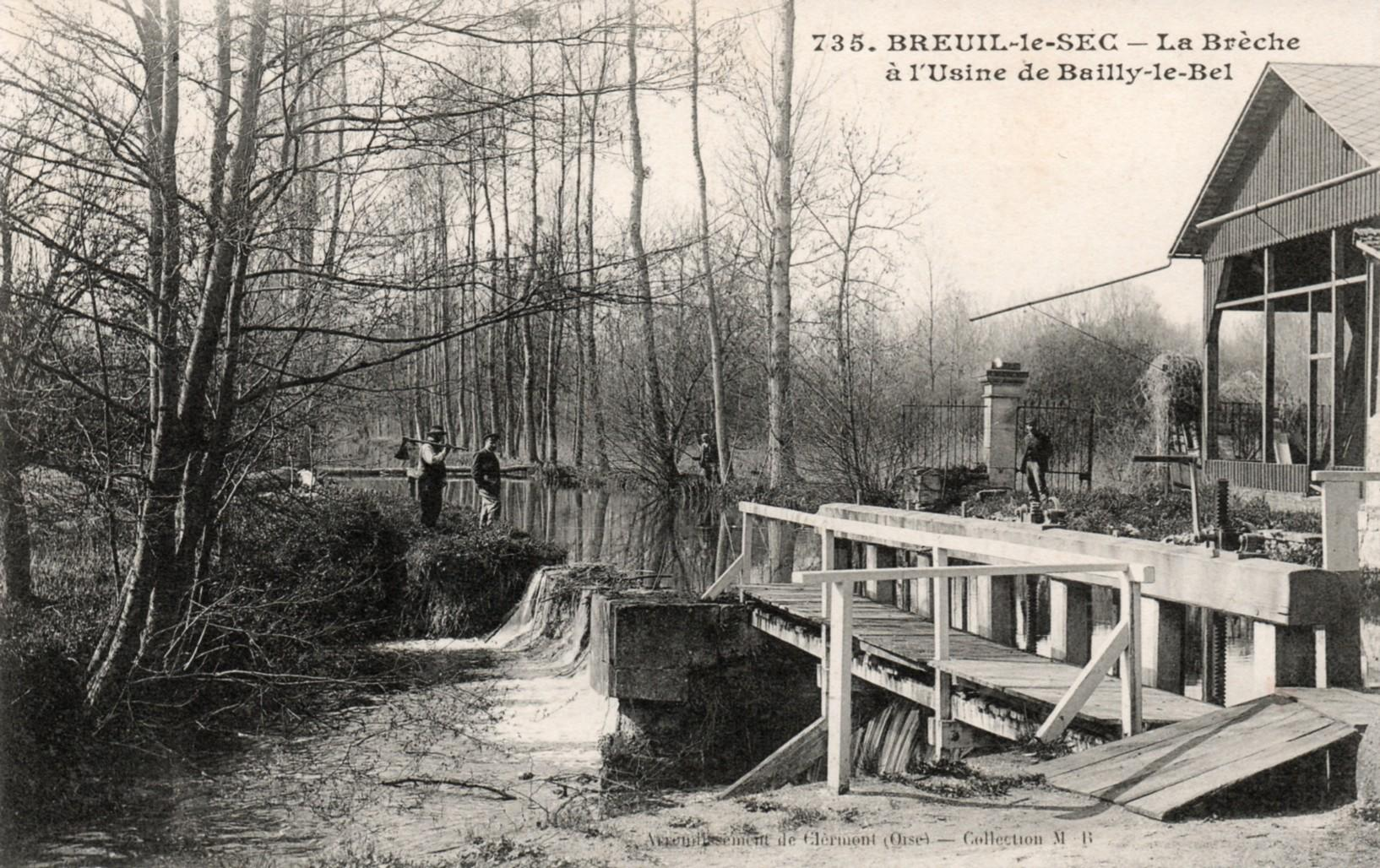
Le moulin à eau de Bailly-le-Bel en 1910.

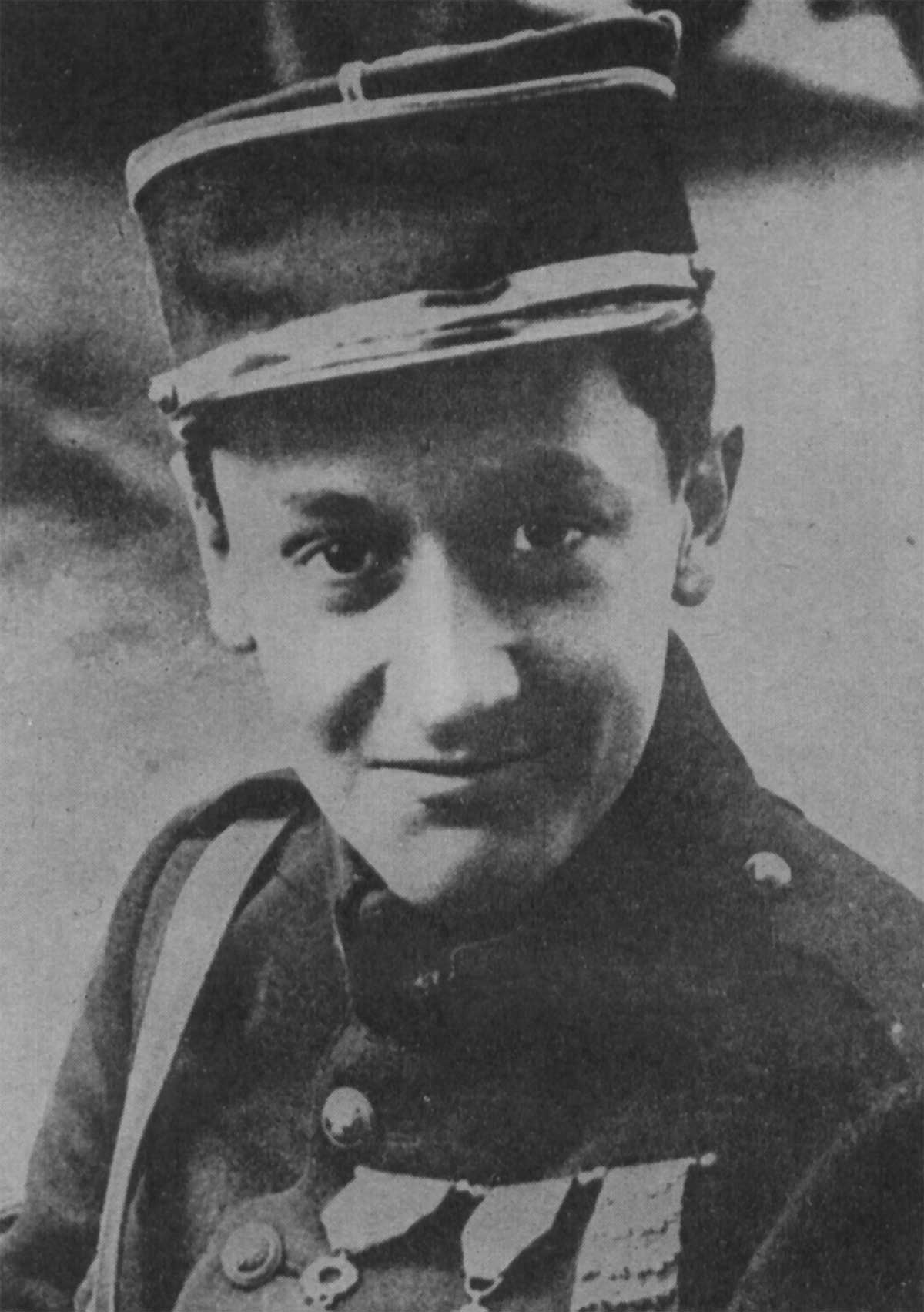
Georges Guynemer.

Pendant la Première Guerre mondiale, l'escadrille no 3 qui vient de Vauciennes s'installe sur le terrain situé le long de la nationale, derrière l'actuelle stèle commémorative. La future « Escadrille des Cigognes » est commandée par la capitaine Antonin Brocard et compte dans ses rangs des pilotes aviateurs qui deviendront célèbres tels Georges Guynemer dont la famille habite Compiègne ou Jules Védrines. Une manche à air indique la direction du vent et deux rectangles de toile blanche posés sur le sol indiquent le sens d'atterrissage. Des hangars Bessonneau abritent les avions et des baraques Adrian accueillent les bureaux et la popote. Certains pilotes habitent chez l'habitant, d'autres dans les baraques. Le personnel vit sous tentes. Fin 1915, l'escadrille comporte de 10 Nieuport 11 « Bébé », 4 Morane-Saulnier Type L de chasse, et 3 Caudron G.4 de bombardement. Le personnel est composé de douze pilotes ; de vingt officiers, sous-officiers, soldats observateurs, de mécaniciens.
- 16 août 1915 : L'escadrille MS 3 (pour Morane-Saulnier) s'installe à Breuil-le-Sec.
- 28 août 1915 : Le capitaine Brocard abat le fils du général allemand Van Bailer à Fleurines.
- 2 octobre 1915 : Le sergent Guynemer bombarde Noyon.
- Fin octobre 1915 : Les Morane-Saulnier sont remplacés par des Nieuport. L'escadrille MS 3 devient l'escadrille N 3.
- 3 novembre 1915 : Le sous-lieutenant Louis Bucquet remplace Bonnard qui part en Serbie. Ce dernier laisse son avion Le vieux Charles à Georges Guynemer qui conservera ce nom pour tous ses avions.
- 20 novembre 1915 : Arrivée du sergent Grivotte.
- 7, 8, 15 décembre 1915 : Victoires de Georges Guynemer.
- 2 février 1916 : Le sergent pilote Grivotte et le lieutenant observateur Grassal sont descendus. Arrivée du lieutenant Peretti, puis de Chainat.
- 3 et 5 février 1916 : Trois victoires de Georges Guynemer.
- 4 mars 1916 : Georges Guynemer est nommé sous-lieutenant.
- 10 février 1916 : Arrivée du lieutenant Colcomb.
- 12 mars 1916 : Brocard, Bucquet, Chainat, Deullin, Guynemer, Houssemand et Peretti partent à Vadelaincourt près de Verdun. Le lieutenant Colcomb prend le commandement de la base.
- Avril 1916 : La base de Breuil-le-Sec est désaffectée. L'escadrille N 3 est réunie à Cachy (Somme) et devient l'« Escadrille des Cigognes ».

En 1940, la région a échappé aux violents combats. La 4e division d'infanterie coloniale, en résistant héroïquement, put atteindre la grande artère Beauvais-Compiègne. Plusieurs communes de la région, dont Breuil-le-Sec, ont enterré des soldats de cette division. Les troupes allemandes arrivèrent dans la commune le 10 juin 1940. Le village eut à souffrir de deux bombardements aériens importants qui firent de sérieux dégâts. Le premier eut lieu le 19 mai 1940 où un train de munitions a explosé en gare de Breuil-le-Sec. La toiture de l'église fut aussi endommagée. Le second, encore plus important, eut lieu le 5 juillet 1944. Une dizaine de bombardiers quadrimoteurs, de nationalité inconnue, volant à haute altitude, ont lâché une cinquantaine de bombes d'assez gros calibre aux alentours de la gare et de la ferme des Sables, occasionnant des dégâts matériels importants, des blessés, mais surtout des morts. Six personnes furent tuées dont deux de Breuil-le-Sec. Le ravitaillement en vivres étant difficile, un comité est constitué pour la sauvegarde de la population et l'organisation du ravitaillement. Il s'occupa, entre autres, d'organiser la distribution du pain.
En 1987, le premier tronçon de déviation de la route nationale 31 consistant à contourner Clermont et une partie de la commune a été inaugurée. Le second tronçon, entre Breuil-le-Sec et Catenoy, fut ouvert à la circulation en juin 2012.

## Politique et administration

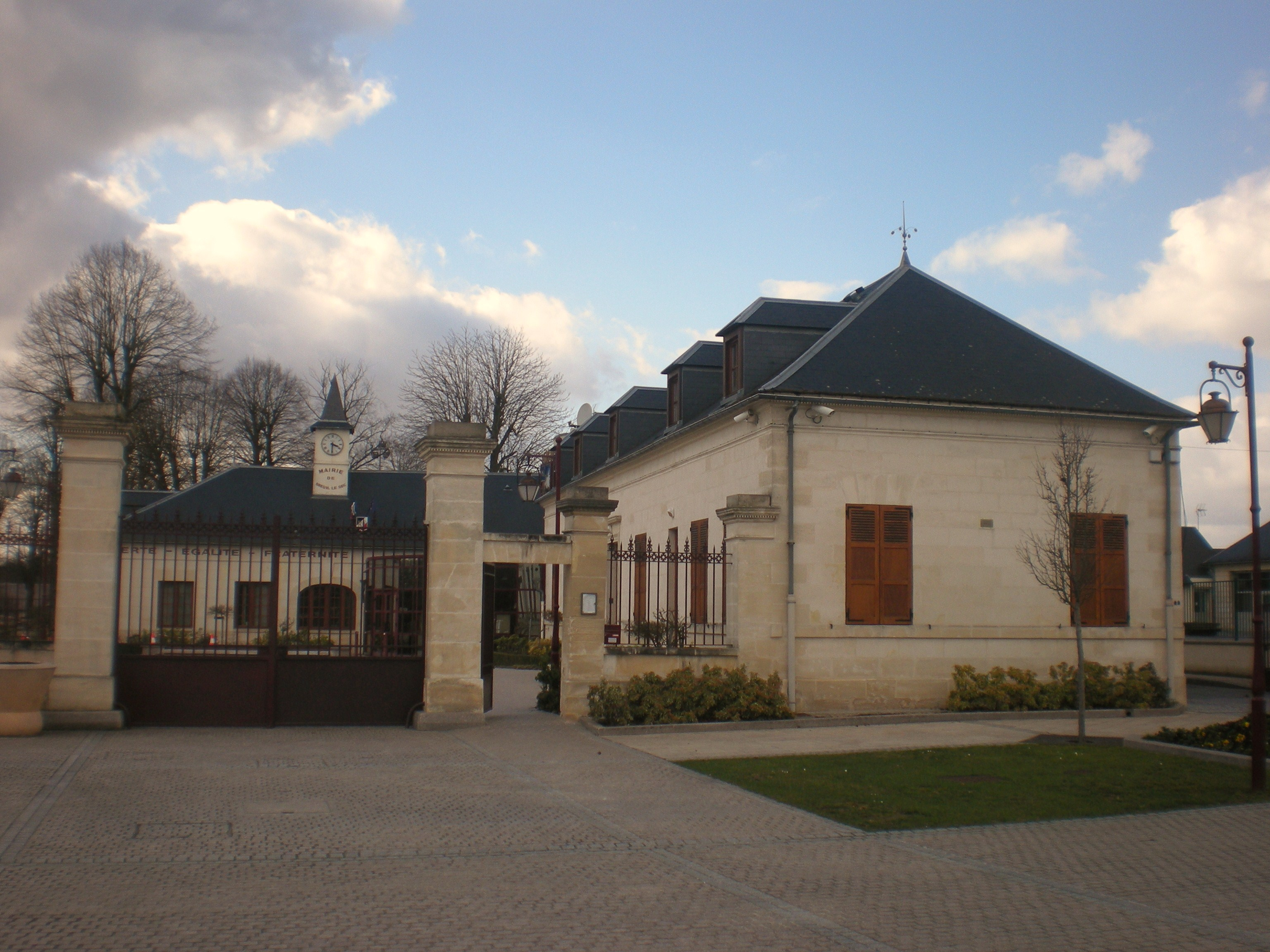
La mairie, place de la République.

### Liste des maires
| Période        | Période                   | Identité                      | Étiquette | Qualité                                                                                   |
| -------------- | ------------------------- | ----------------------------- | --------- | ----------------------------------------------------------------------------------------- |
| 1790           | 1791                      | Claude Lievois                |           |                                                                                           |
| 1791           | 1793                      | François Plessier             |           |                                                                                           |
| 1793           | An V                      | Jacques Delbremel             |           |                                                                                           |
| An V           | An VI                     | Pierre Davennes               |           |                                                                                           |
| An VI          | An VIII                   | Martin Lotte                  |           |                                                                                           |
| An VIII        | 1806                      | Antoine Boucher, dit le jeune |           |                                                                                           |
| 1806           | 1815                      | Denis Peillot                 |           |                                                                                           |
| 1815           | 1824                      | Antoine Beauvais              |           |                                                                                           |
| 1824           | 1831                      | François Plessier (réélu)     |           |                                                                                           |
| [1831          | 1834                      | Denis Peillot (réélu)         |           |                                                                                           |
| 1834           | 1840                      | Pierre Pelletier              |           |                                                                                           |
| 1840           | 1848                      | Denis Peillot (3e mandat)     |           |                                                                                           |
| 1848           | 1860                      | Louis Watou                   |           |                                                                                           |
| 1860           | 1888                      | Eugène Leclerc                |           |                                                                                           |
| 1888           | 1896                      | Louis Recullez                |           |                                                                                           |
| 1896           | 1908                      | Eugène Leclerc                |           |                                                                                           |
| 1908           | 1923                      | Eugène Lievois                |           |                                                                                           |
| 1923           | 1928                      | Léon Vasseur                  |           |                                                                                           |
| 1928           | 1929                      | Alfred Rochatte               |           |                                                                                           |
| 1929           | 1937                      | Eugène Trouvain               |           |                                                                                           |
| 1937           | 1940                      | André Pommery                 |           |                                                                                           |
| 1940           | septembre 1940            | Alfred Debrie                 |           | nommé par le Kommandantur                                                                 |
| septembre 1940 | mars 1971                 | André Pommery                 |           |                                                                                           |
| mars 1971      | mars 2008                 | Amand Lefeuvre                | DVG       |                                                                                           |
| mars 2008      | mars 2014                 | Jean-Marc Delafraye           | DVG       |                                                                                           |
| mars 2014,     | En cours (au 26 mai 2020) | Denis Dupuis                  | PCF       | Géomètre Vice-président de la CC du Clermontois (2014 → ) Réélu pour le mandat 2020-2026, |

### Jumelages
À ce jour, Breuil-le-Sec est jumelée avec deux communes.
- Oppau (Allemagne)
- Vila Franca das Naves (pt) (Portugal)

## Population et société

### Démographie

#### Évolution démographique
L'évolution du nombre d'habitants est connue à travers les recensements de la population effectués dans la commune depuis 1793. Pour les communes de moins de 10 000 habitants, une enquête de recensement portant sur toute la population est réalisée tous les cinq ans, les populations de référence des années intermédiaires étant quant à elles estimées par interpolation ou extrapolation. Pour la commune, le premier recensement exhaustif entrant dans le cadre du nouveau dispositif a été réalisé en 2007.

En 2022, la commune comptait 2 526 habitants, en évolution de −3,4 % par rapport à 2016 (Oise : +0,87 %, France hors Mayotte : +2,11 %).
| 1793 | 1800 | 1806 | 1821 | 1831 | 1836 | 1841 | 1846 | 1851 |
| ---- | ---- | ---- | ---- | ---- | ---- | ---- | ---- | ---- |
| 620  | 595  | 588  | 572  | 599  | 566  | 532  | 506  | 478  |

| 1856 | 1861 | 1866 | 1872 | 1876 | 1881 | 1886 | 1891 | 1896 |
| ---- | ---- | ---- | ---- | ---- | ---- | ---- | ---- | ---- |
| 502  | 507  | 510  | 503  | 471  | 457  | 443  | 425  | 443  |

| 1901 | 1906 | 1911 | 1921 | 1926 | 1931 | 1936 | 1946 | 1954  |
| ---- | ---- | ---- | ---- | ---- | ---- | ---- | ---- | ----- |
| 490  | 436  | 480  | 480  | 492  | 540  | 588  | 636  | 1 390 |

| 1962  | 1968  | 1975  | 1982  | 1990  | 1999  | 2006  | 2007  | 2012  |
| ----- | ----- | ----- | ----- | ----- | ----- | ----- | ----- | ----- |
| 2 168 | 2 200 | 2 321 | 2 421 | 2 416 | 2 055 | 2 303 | 2 330 | 2 463 |

| 2017  | 2022  | - | - | - | - | - | - | - |
| ----- | ----- | - | - | - | - | - | - | - |
| 2 648 | 2 526 | - | - | - | - | - | - | - |

#### Pyramide des âges
La population de la commune est relativement jeune.
En 2018, le taux de personnes d'un âge inférieur à 30 ans s'élève à 35,4 %, soit en dessous de la moyenne départementale (37,3 %). À l'inverse, le taux de personnes d'âge supérieur à 60 ans est de 21,8 % la même année, alors qu'il est de 22,8 % au niveau départemental.
En 2018, la commune comptait 1 332 hommes pour 1 331 femmes, soit un taux de 50,02 % d'hommes, légèrement supérieur au taux départemental (48,89 %).
Les pyramides des âges de la commune et du département s'établissent comme suit.
| Hommes | Classe d’âge | Femmes |
| ------ | ------------ | ------ |
| 0,2    | 90 ou +      | 0,4    |
| 3,7    | 75-89 ans    | 7,3    |
| 16,1   | 60-74 ans    | 16,0   |
| 20,8   | 45-59 ans    | 21,2   |
| 22,3   | 30-44 ans    | 21,2   |
| 16,9   | 15-29 ans    | 14,0   |
| 20,1   | 0-14 ans     | 19,9   |

| Hommes | Classe d’âge | Femmes |
| ------ | ------------ | ------ |
| 0,5    | 90 ou +      | 1,4    |
| 5,5    | 75-89 ans    | 7,6    |
| 15,6   | 60-74 ans    | 16,3   |
| 20,8   | 45-59 ans    | 20     |
| 19,4   | 30-44 ans    | 19,4   |
| 17,6   | 15-29 ans    | 16,2   |
| 20,6   | 0-14 ans     | 19,1   |

### Enseignement
Breuil-le-Sec possède une école élémentaire (regroupant maternelle et primaire), rue de Clermont.

### Cultes
L'église Saint-Martin est le seul lieu de culte de la commune. Il s'agit du culte catholique romain : une messe y est organisée une fois par mois. L'église dépend de la paroisse du Cœur du Christ dont l'église mère est celle de Clermont.

### Sports
Le village possède une équipe de football et un club de tennis communal. Les équipements sportifs sont les suivants :
- Le stade Jean-Corroyer
- Un terrain multisports
- Terrains de tennis

## Culture locale et patrimoine

### Lieux et monuments

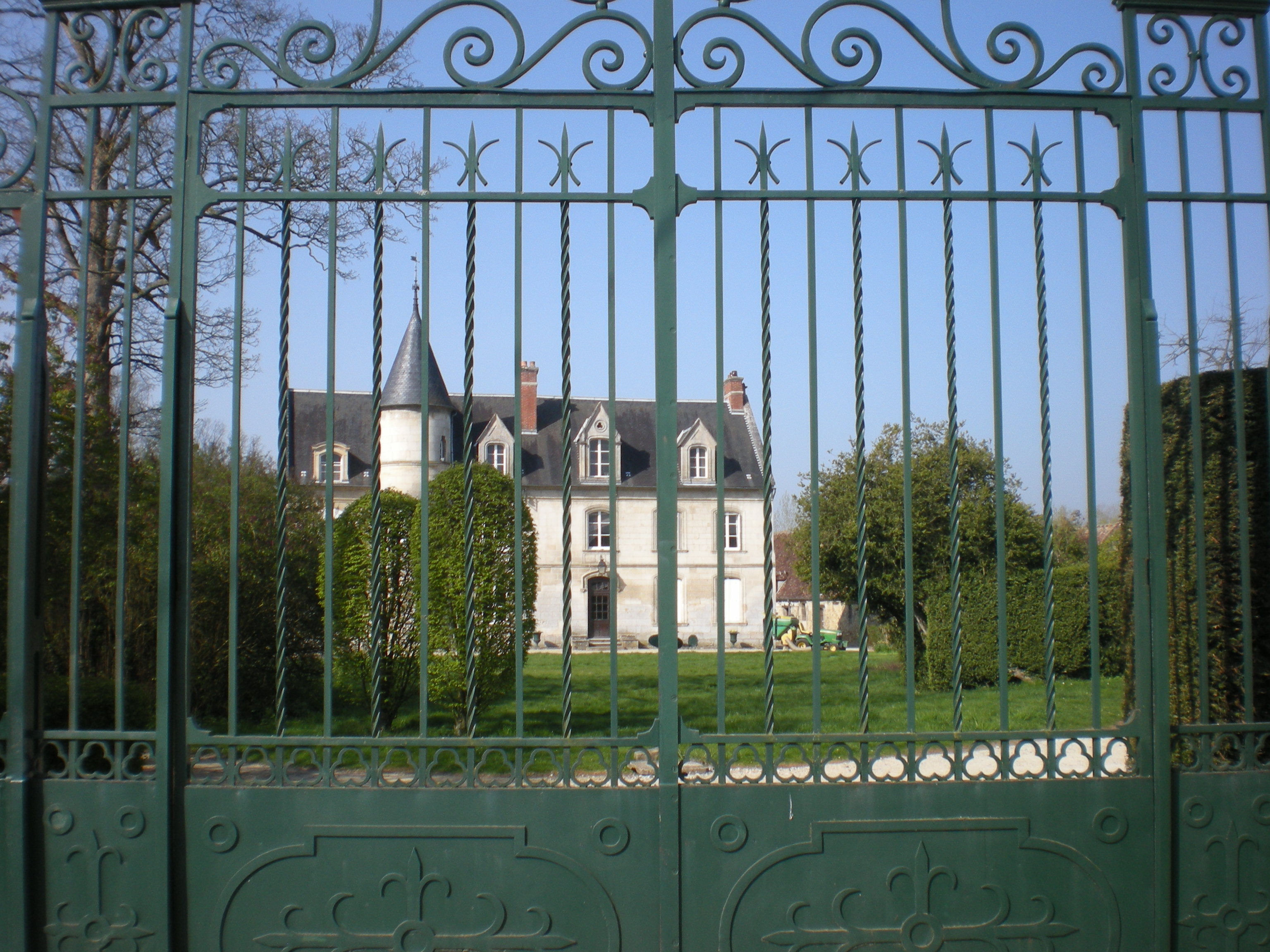
Le château ou ferme des Étournelles.

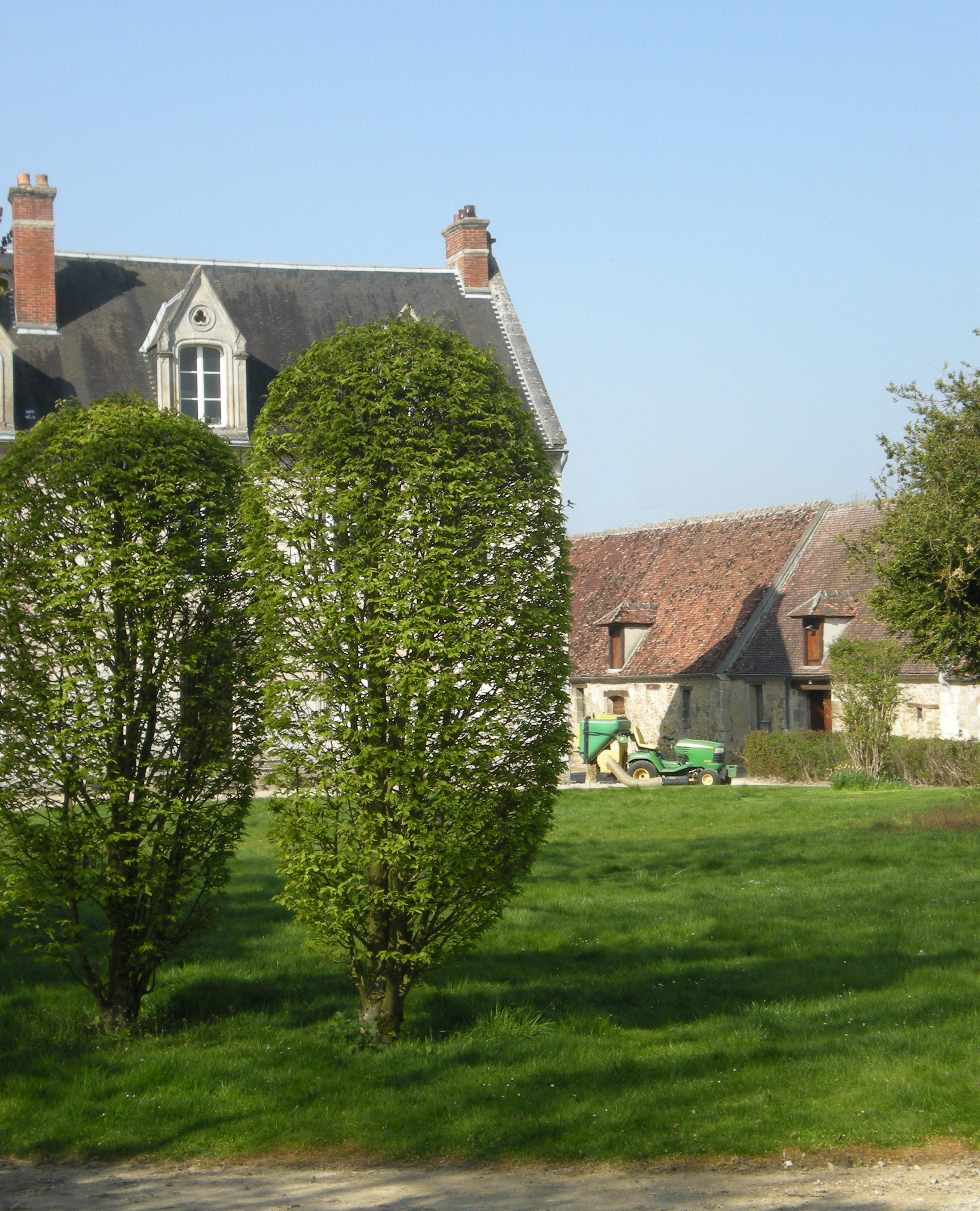
Le château et la grange.

Breuil-le-Sec compte deux monuments historiques sur son territoire :
- Ferme et château des Étournelles : La demeure actuelle de la ferme des Étournelles (ou des Tournelles) repose sur les bases d'un ancien manoir fortifié dont il reste seulement une tourelle. Celui-ci a été transformé vers 1671 par Louis de Béchameil (1630-1707), surintendant de Monsieur, frère de Louis XIV, pour devenir une importante exploitation agricole. L'habitation a été remaniée au XIXe siècle, mais l'imposante grange à récolte, construite vers 1680 est demeurée intacte.
En 1851, les ancêtres des propriétaires actuels confièrent la création d'un parc à l'anglaise à Louis-Sulpice Varé (1803-1864), architecte paysagiste[51]. Le parc n'a subi que de minimes modifications dues pour la plupart au vieillissement des arbres.
Le parc est complété par un potager, clos de murs qui n'a jamais cessé d'être exploité depuis sa création. Cette continuité explique que certaines espèces de plantes sont très anciennes et ont un intérêt botanique reconnu. Le potager a conservé son agencement d'origine. Deux allées principales en croix et des allées secondaires déterminent huit carrés bordés de buis taillés totalisant un kilomètre de bordures. Les contre-bordures sont délimitées par des lignes de vivaces (iris, campanules, primevères…) et rythmées par des arbres fruitiers taillés en quenouille ou en cordon (pommiers, poiriers). Deux lignes de châssis abritent les semis et les repiquages de légumes, de fleurs annuelles, selon les mêmes méthode qu'au XVIIe siècle. Ces plantes sont ensuite mises en place à l'intérieur des carrés, en observant un principe de rotation et en recherchant un équilibre de couleurs et de dimensions. Entre les arbres fruitiers, des plantes vivaces (pivoines, rosiers, pavots…) alternent avec des dahlias dont la disposition varie chaque année.
La grange fait l’objet d’une inscription au titre des monuments historiques depuis le 23 septembre 1988[52]. Le jardin potager fait l’objet d’une inscription au titre des monuments historiques depuis le 27 décembre 2004[53]. Le jardin d'agrément est inscrit au pré-inventaire des jardins remarquables[54].
- Les ponts de Fascines : Dans les cressonières du Grand Pré, deux ponts de fascines attribués aux Romains ont été recouverts par la tourbe. Découverts en 1864 par des ouvriers extrayant la tourbe, ces ponts étaient constitués de troncs d'arbres recouverts de clayonnages et de sable, et reposaient sur un lit de fascines (fagots) qui permettait à l'eau de s'écouler sans faire barrage. Les Romains utilisaient ce genre d'ouvrage dans les marais car le terrain se prêtait mal à l'établissement de ces ponts en maçonnerie. Ces chaussées de bois mesuraient entre 600 et 700 mètres de longueur[55]. L'ensemble de ponts de fascines fait l’objet d’une inscription au titre des monuments historiques depuis le 26 février 1936[56]. Les ponts sont situés sur deux communes à la fois, Breuil-le-Vert et Breuil-le-Sec.

On peut également signaler : 

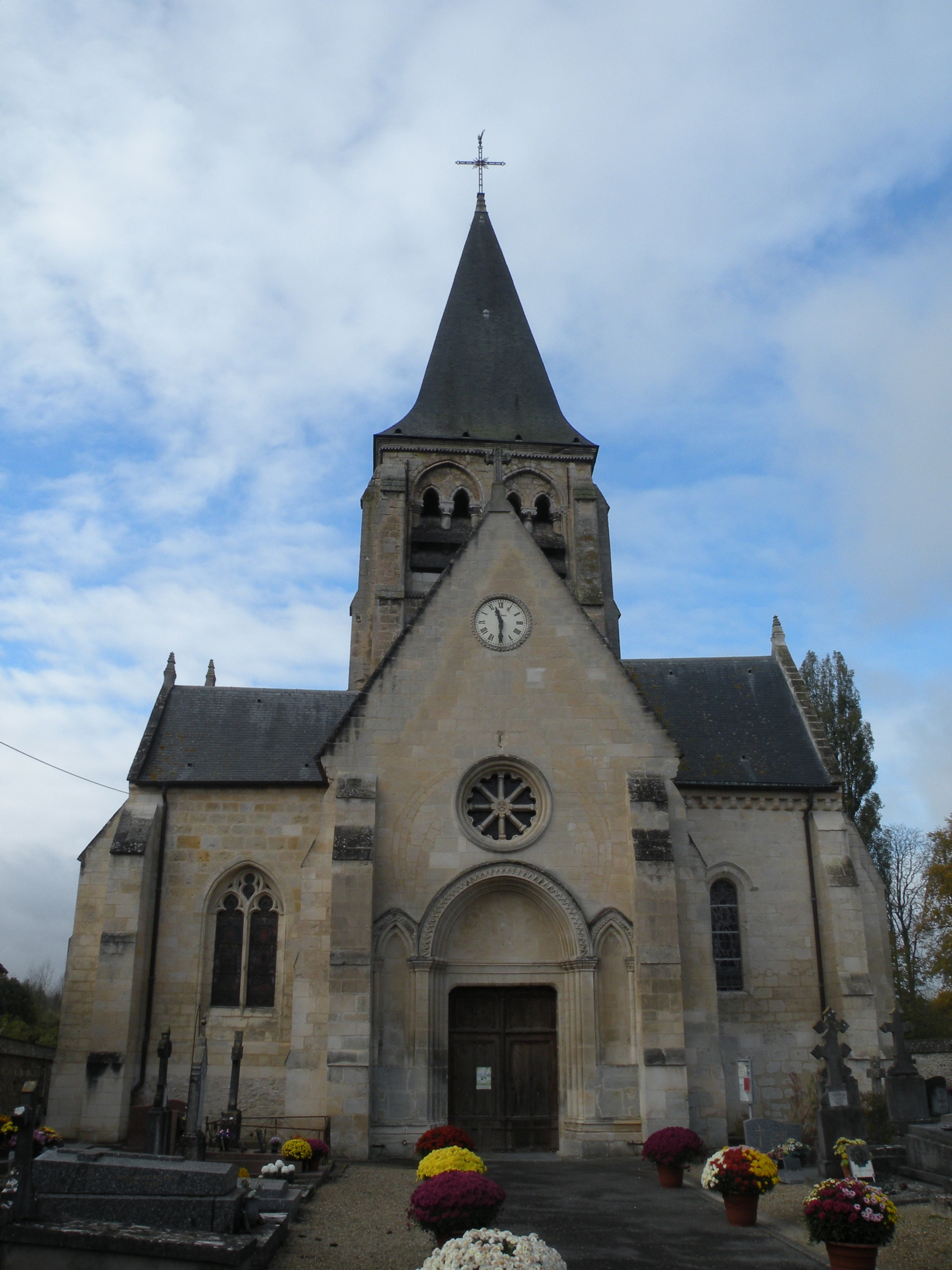
L'église Saint-Aubin ou Saint-Martin.
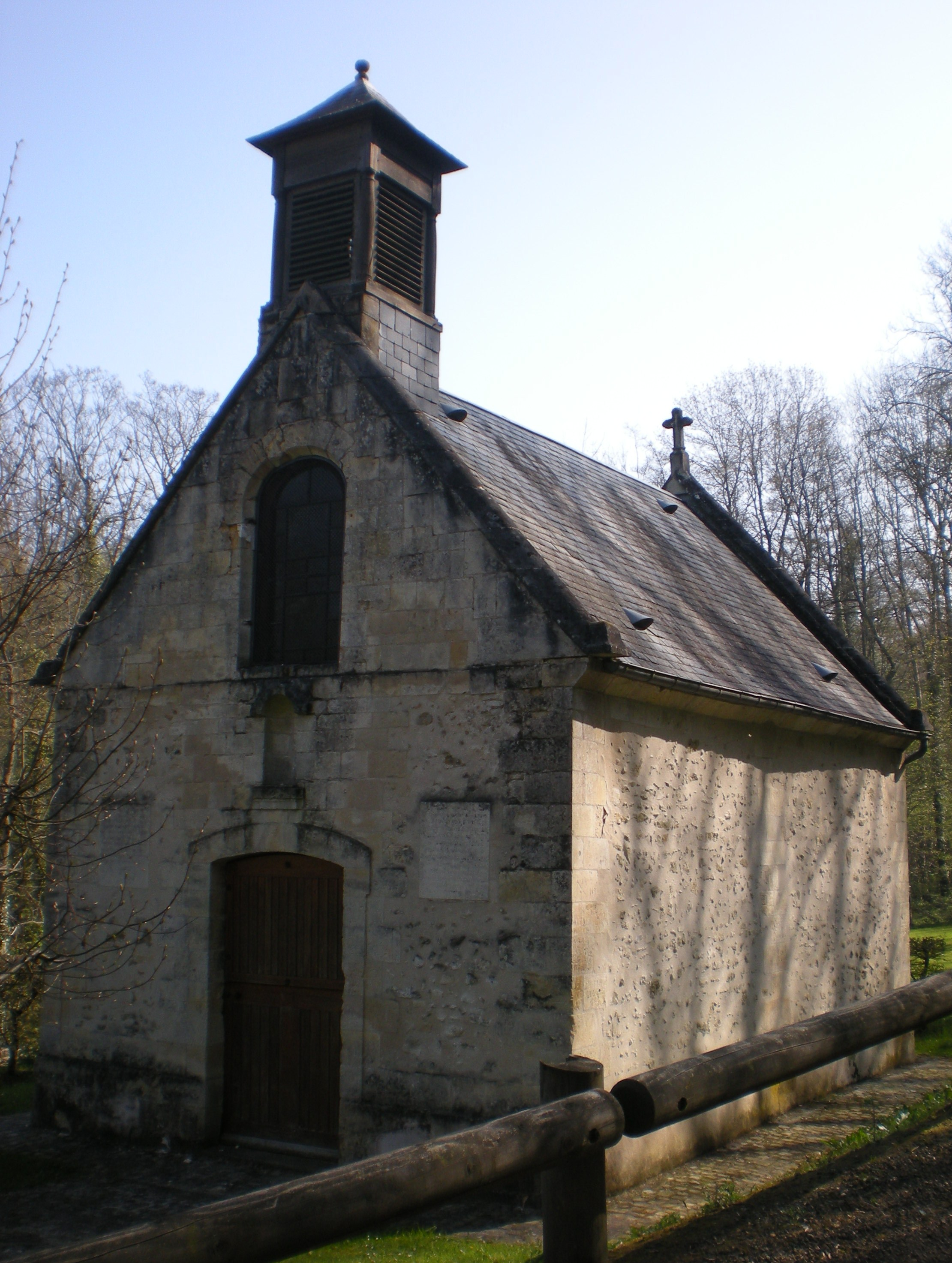
Crapin, la chapelle Saint-Arnoult.
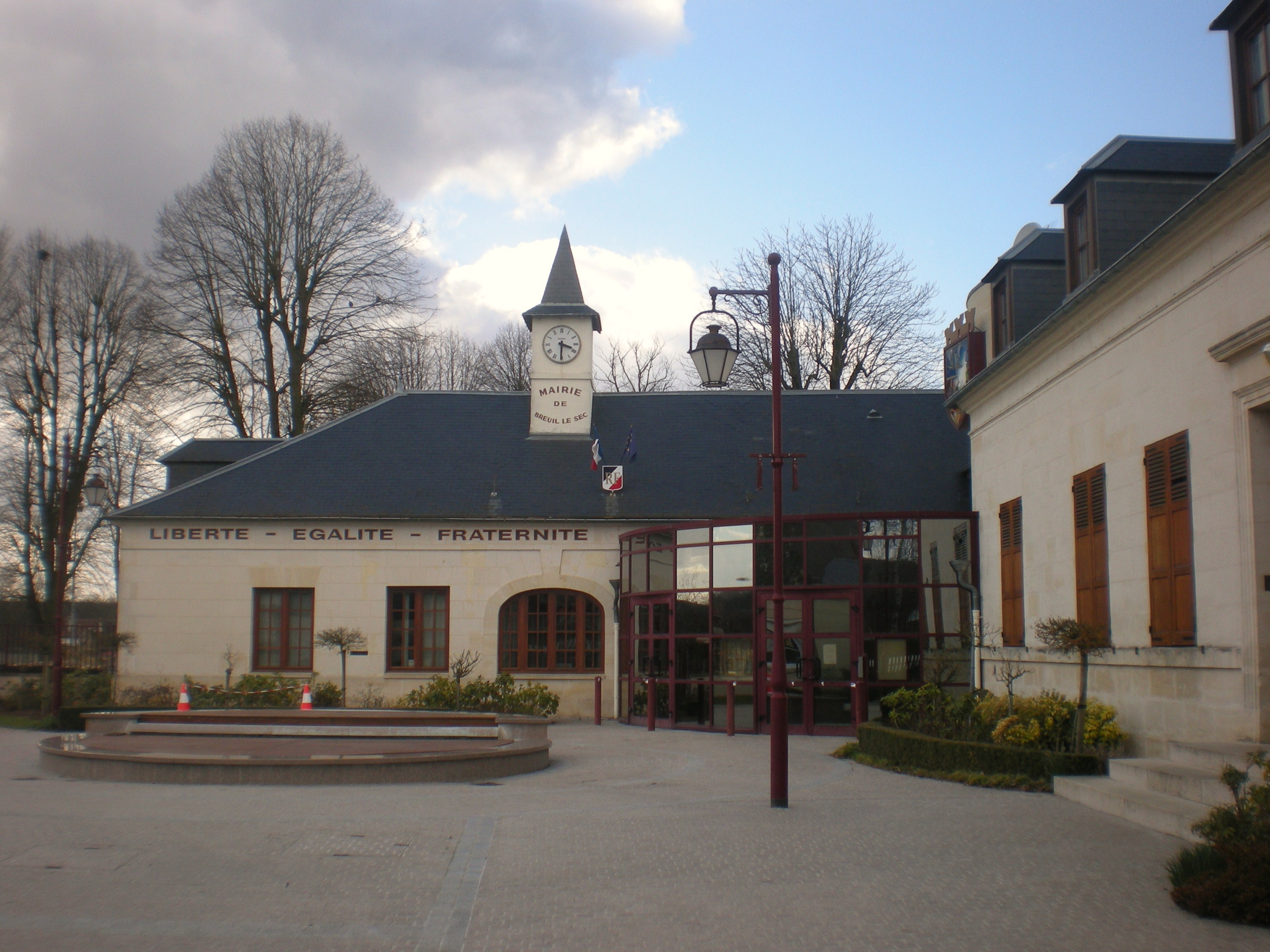
La mairie et son horloge.
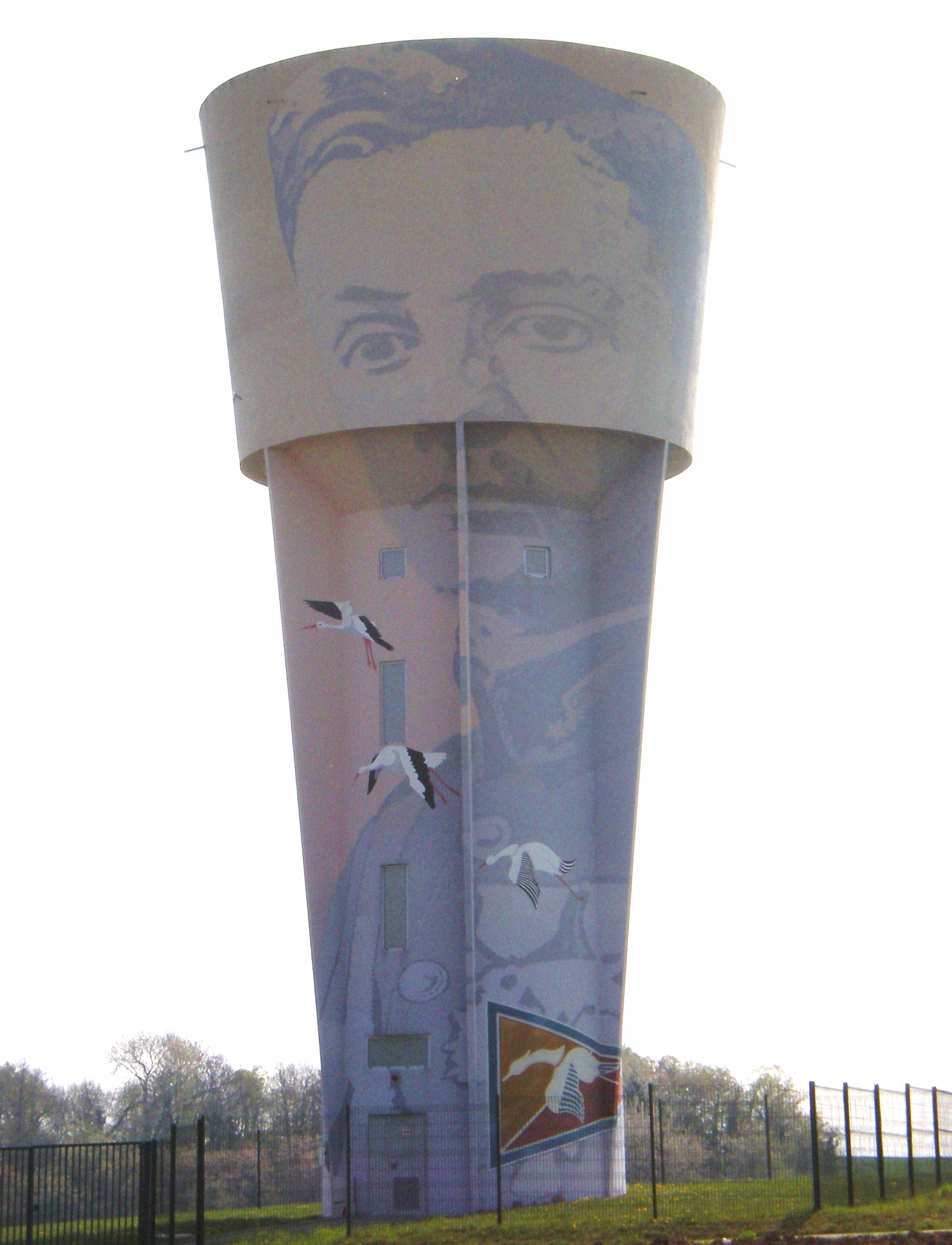
Château d'eau à la limite de la commune d'Erquery.
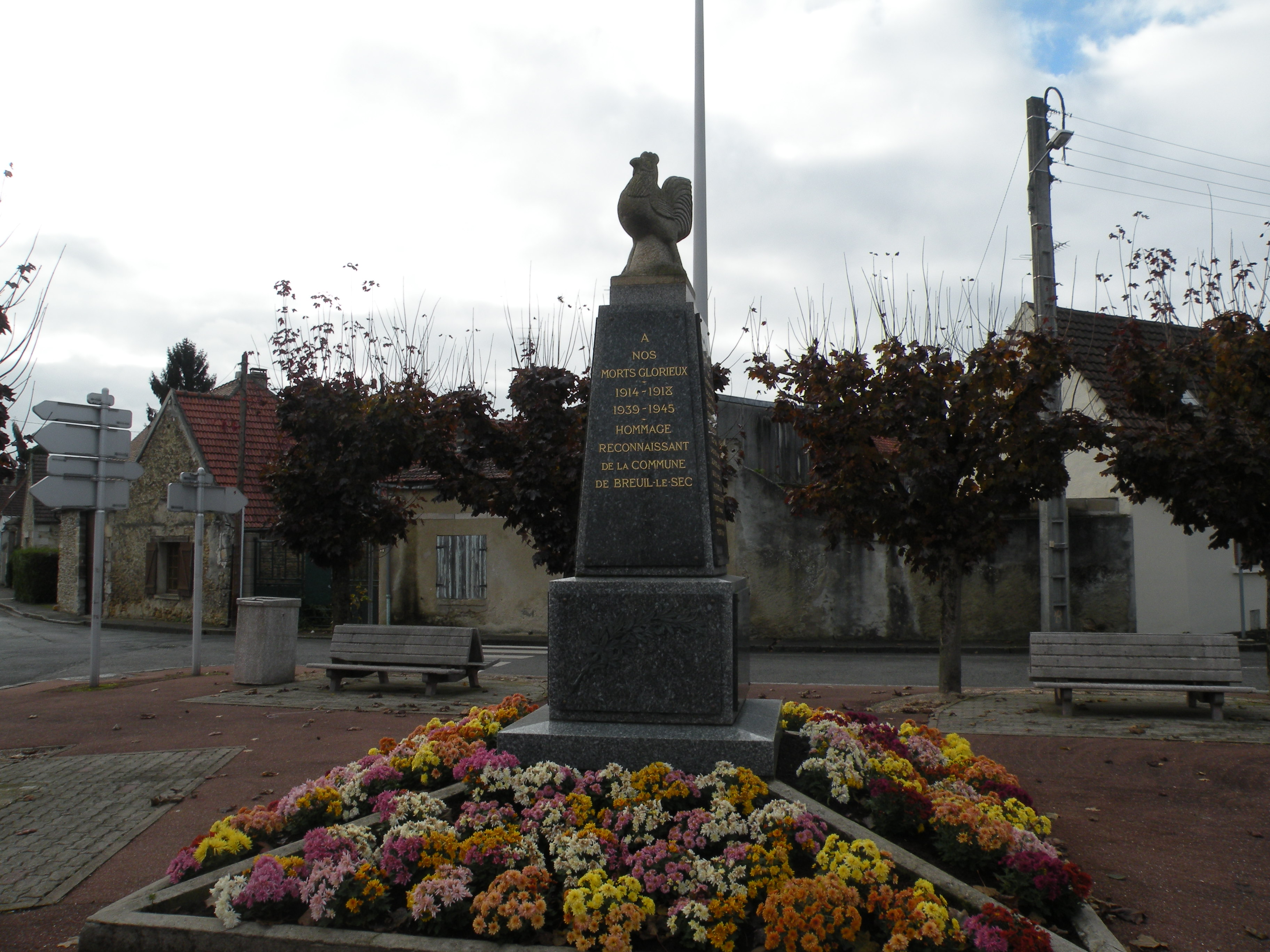
Le monument aux morts.
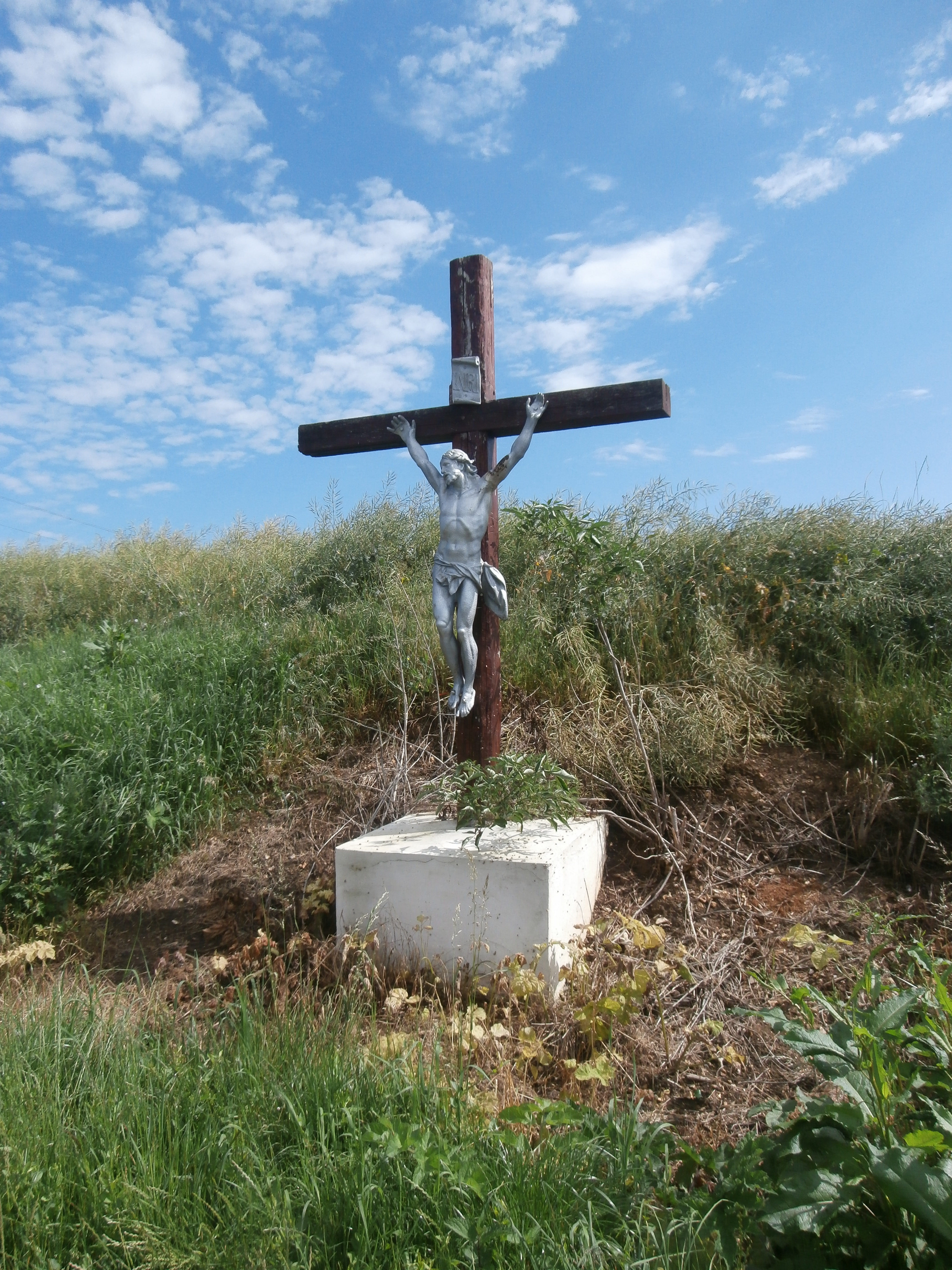
Calvaire de la Croix Fouarche.
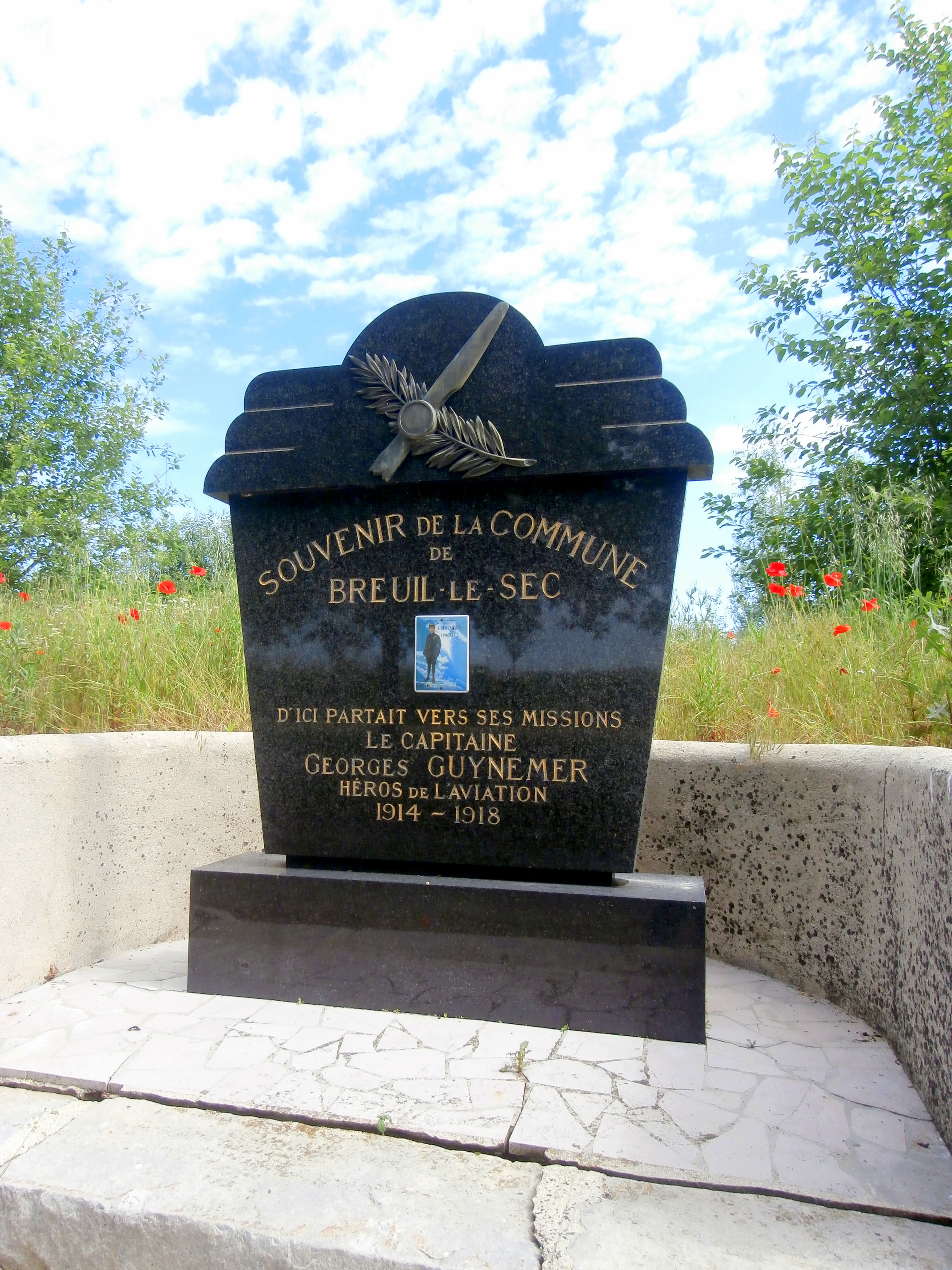
Stèle commémorative de Georges Guynemer.

- Église Saint-Aubin ou Saint-Martin : À l'origine, l'église de Breuil-le-Sec, dédiée à saint Martin, était orientée à l'est (le chœur est à l'est selon la tradition liturgique). La nef datait de l'époque romane (XIe siècle-XIIe siècle). Au nord, il y avait la chapelle de la Sainte-Vierge et au sud celle de saint Éloi (patron d'Autreville). Le clocher au centre, à peu près carré, était à bâtière comme celui de Breuil-le-Vert. La nef, incendiée en 1798, est demeurée en ruines jusqu'en 1850. À partir de cette date, l'église a été reconstruite, et modifiée. Elle fut consacrée en 1856. L'orientation de l'église a été changée : un portail (pseudo-roman) a été percé dans le mur droit de l'ancien chœur, le chœur actuel est sur l'ancienne nef détruite. Plusieurs fenêtres primitives sont du XIIe siècle. Sur le pilier nord une inscription funéraire et une tête de mort indiquent la sépulture d'Étienne Goullet, magister de la paroisse, inhumé le 13 mars 1684. Sur le pilier sud, une fresque renaissance représente la conversion de saint Hubert. Sur l'autre face du pilier on ne peut identifier les dessins de deux fresques superposées. Le clocher, maintenant, se termine par un toit en pyramide. Les vitraux ont été refaits (de 1981 à 1983) d'après les plans des anciens retrouvés par un maître verrier d'Amiens, Claude Barre[a 7],[57].
- La chapelle Saint-Arnoult : Située proche du hameau de Crapin, cette chapelle porte le nom de Arnoult en hommage à l'évêque du même nom qui vivait sous le règne de Clovis. Saint Arnoult fut un évêque missionnaire qui réalisa de nombreux pèlerinages, depuis Tours puis Poitiers et Reims. Il fut massacré en forêt d'Yvelines et inhumé à Saint-Arnoult-en-Yvelines au Xe siècle. La chapelle appartenait en 1686 à l'hôpital de Clermont, elle fut détruite en 1783. Une autre fut élevée la même année un peu au-dessus de l'ancienne. Celle-ci fut consacrée le 18 juillet 1783. Le 25 mars 1980, Breuil-le-Sec en fit l'acquisition. Restaurée depuis, les alentours ont été aménagés.
- La mairie, avec son horloge, place de la République.
- Le château d'eau, sur celui-ci est représenté un portrait de Georges Guynemer et avec des cigognes, symbole de son escadrille. Cette fresque a été réalisée par l'artiste Thierry Baratoux en 2002.
- Stèles et monuments :
  - Monument aux morts, place de Verdun
  - Stèle Georges-Guynemer
  - Calvaire de la montagne : érigé en 1900. Il fut détruit en 1916 parce qu'il servit de point de repère. Une deuxième inauguration a eu lieu en 1923, mais quelques années plus tard, la croix tomba et une jambe du Christ se cassa. Une troisième inauguration eut lieu en 1946[a 8].
  - Calvaire de la Croix Fouarche
  - Calvaire de la Croix Blanche : Sur la route de Nointel, avant Autreville, actuellement dans une propriété privée[a 8].
  - Croix, à proximité de la chapelle Saint-Arnoult à Crapin
- Sites naturels
  - Les Étangs de promenade de Breuil-le-Sec, à l'ouest du village
  - Le bois des Côtes

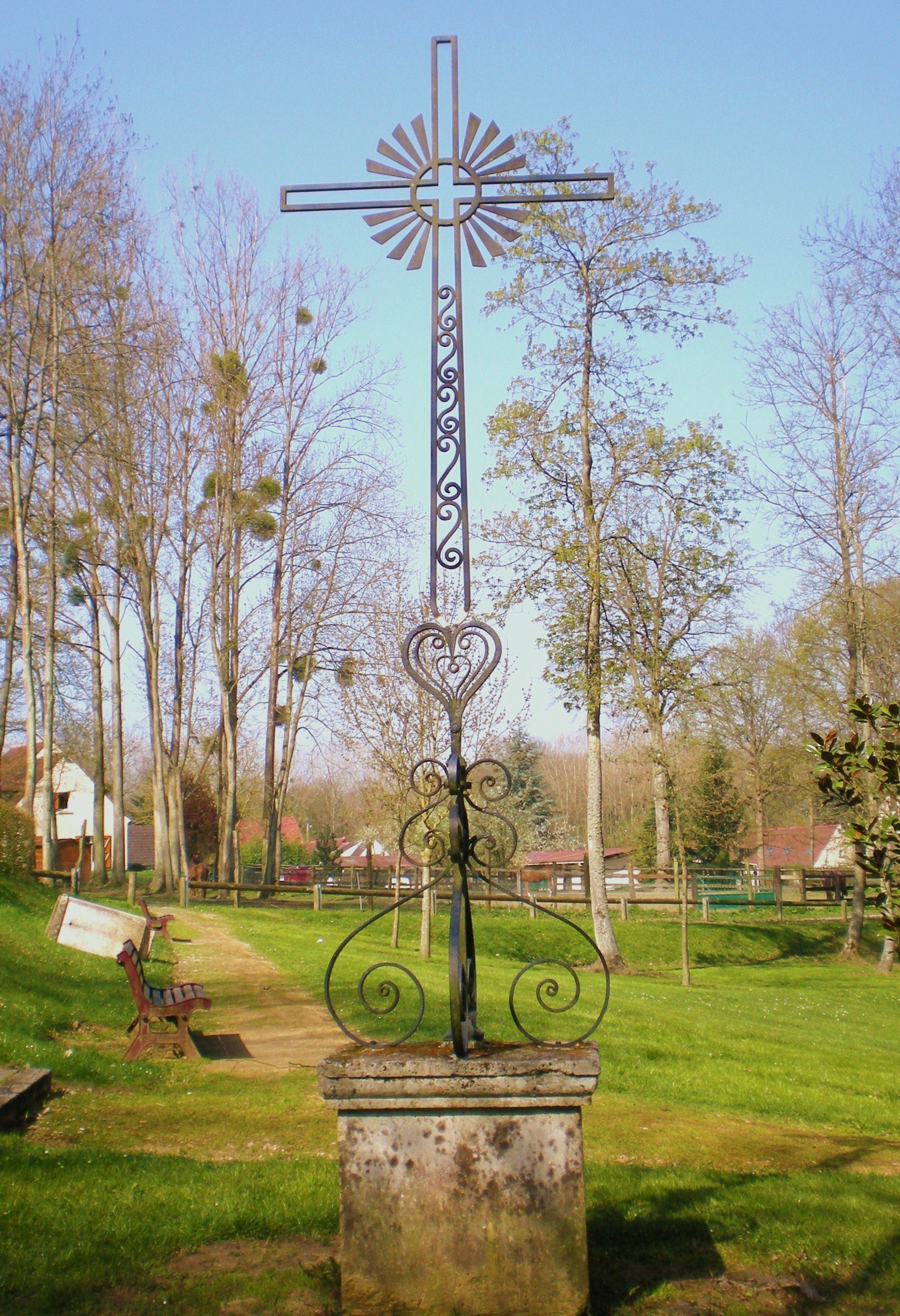
Croix, à proximité de la chapelle de Crapin.
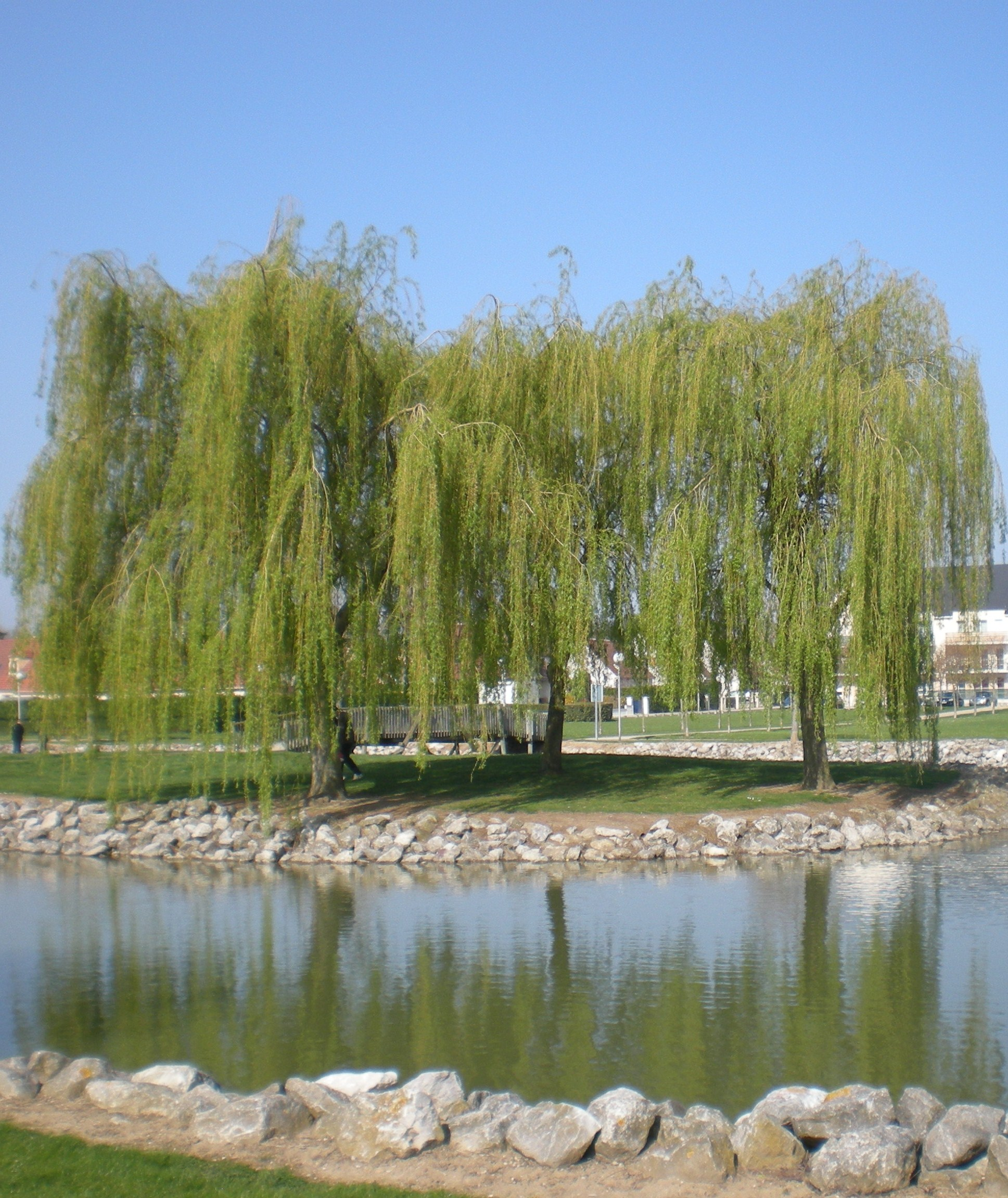
Etang de promenade, à l'ouest du village.
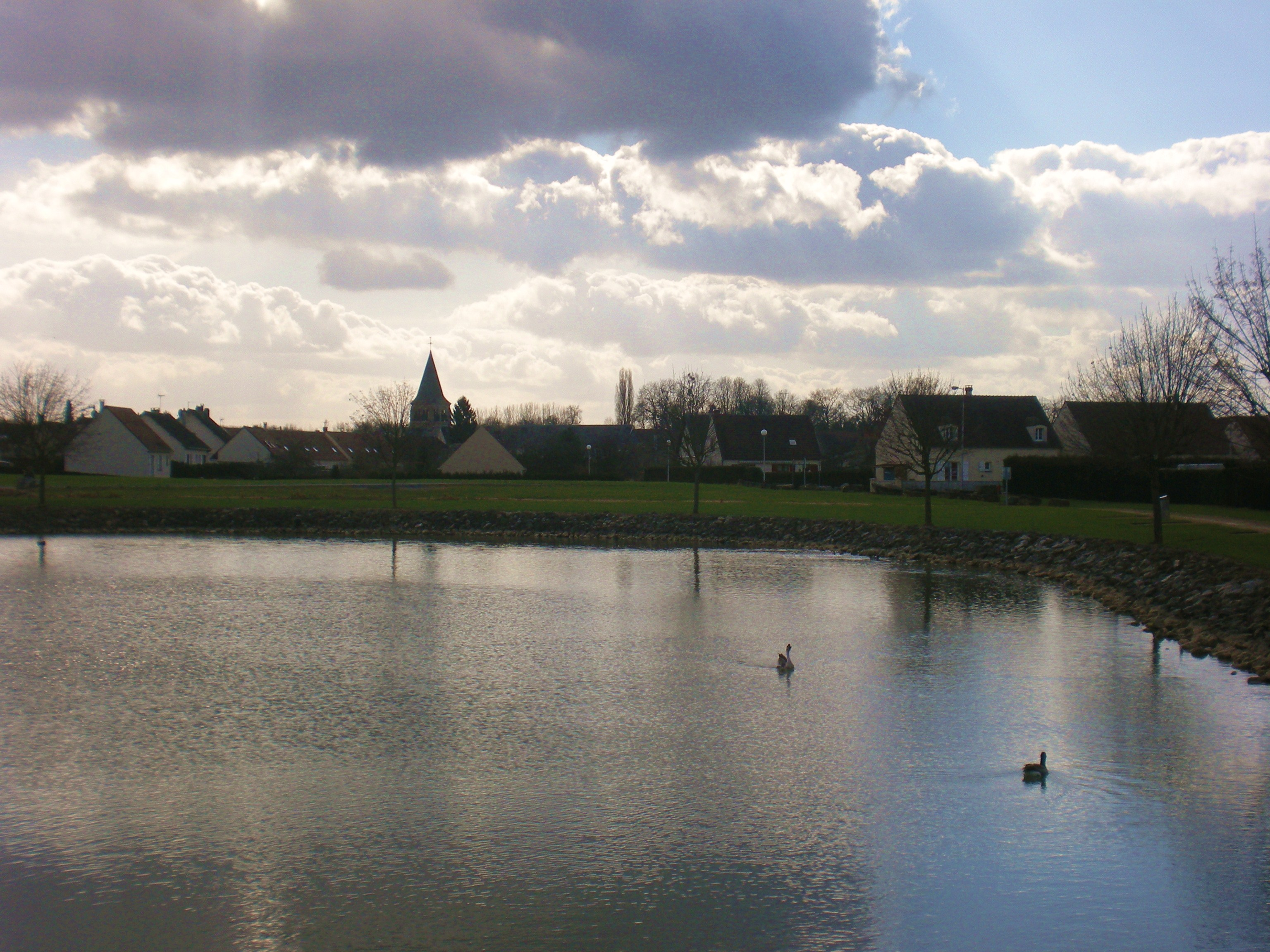
Le bourg depuis l'étang de promenade.
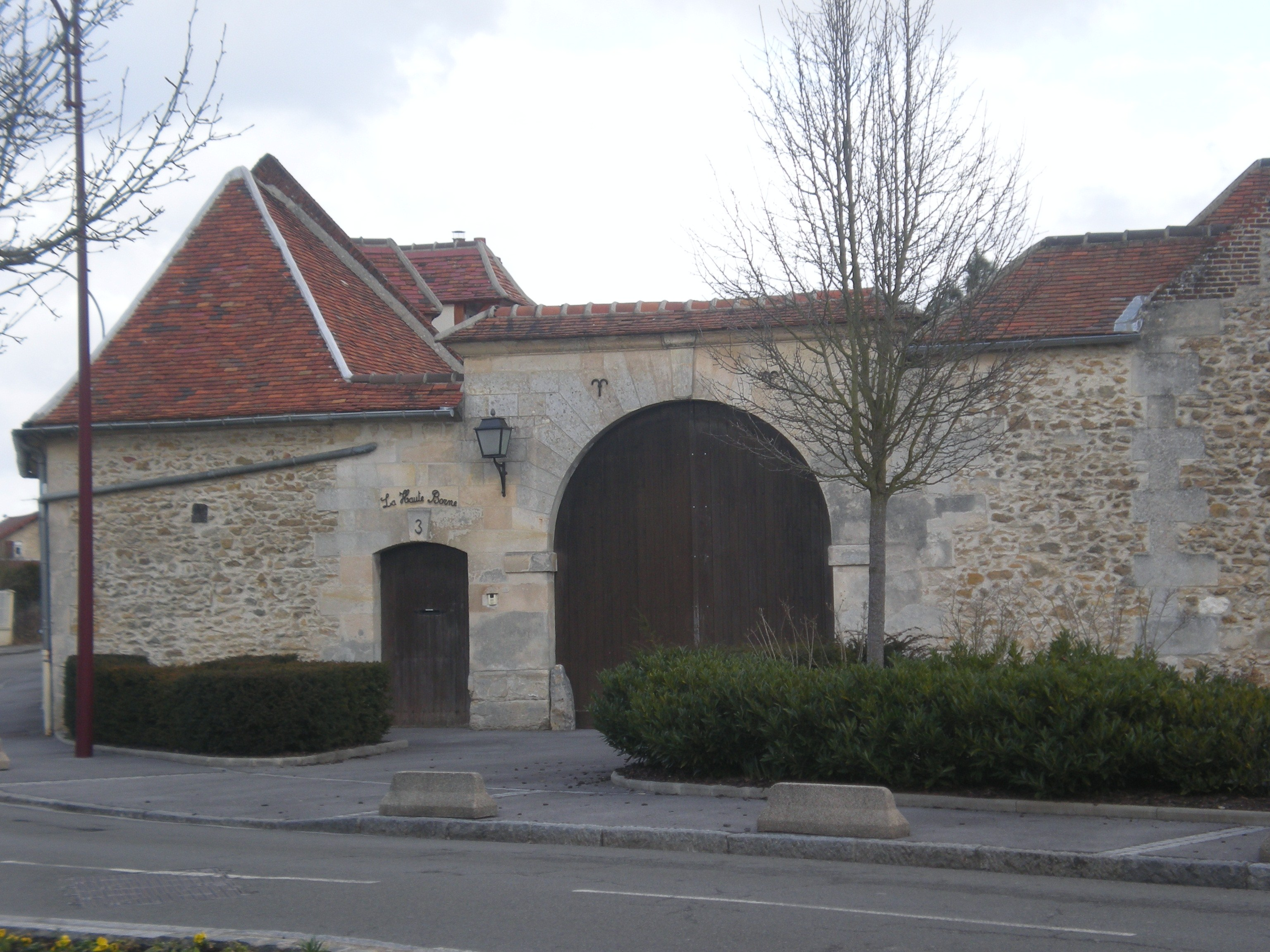
Entrée de ferme, place de la République.

### Personnalités liées à la commune
- Louis Alexis Jumel (1785-1823), natif de Breuil, devint un important industriel du textile, qui développa le coton d'Egypte.
- Georges Guynemer : Affecté à l'escadrille no 3 « Les Cigognes », basée au nord de la commune, il partait pour ses missions sur son avion Le Vieux Charles. C'est à partir de cette base que de décembre 1915 à mars 1916, il remporte ses sept premières victoires. Une stèle érigée le 23 août 1966, le long de la route nationale 31, lui rend hommage. Une fresque à son effigie couvre l'intégralité du château d'eau implanté entre les communes de Breuil-le-Sec et Erquery.

### Héraldique
|  | Les armes de Breuil-le-Sec se blasonnent ainsi : Le blason, de création récente, évoque l'histoire et l'activité économique de la commune. Les cigognes rappellent la présence de l'Escadrille des Cigognes pendant la Première Guerre mondiale. En bas, nous retrouvons l'industrie (engrenage), la sylviculture (arbre) et l'agriculture (épi). |